# 大分市
大分市（おおいたし）は、大分県中部に位置する市。大分県の県庁所在地で、中核市に指定されている。
人口では、大分県内および東九州（大分県および宮崎県）で最多、九州では福岡市、北九州市、熊本市、鹿児島市に次ぐ第5位。

## 概要
大分県の沿海部のほぼ中央に位置し、大分県の行政・経済・交通の中心地で、大分都市圏の中心地でもある。県内の総人口の42.7 %が集中する首位都市であり、これは九州地方の県庁所在地の中では、熊本市（42.7 %）と並んで最も高い。人口が微増していた本市も、2017年度には1981年の統計開始以来、初めて減少に転じたが、減少率は県内の市町村の中では最も少ない。現在の市域は、かつて大分郡及び北海部郡（明治初期までは海部郡）に属していた。
古くは豊後国の国府が置かれ、府内（ふない）と呼ばれた。中世には大友氏の城下町として発展し、戦国時代にはキリシタン大名大友義鎮（宗麟）の庇護のもと、日本におけるキリスト教布教の中心地となり、南蛮文化が花開いた。
高度経済成長期に、鉄鋼業、化学工業などの重化学工業の進出に伴い、大分臨海工業地帯の工業都市として急成長し、近年では電子工業の立地が進んでいる。

## 地理

大分市中心部周辺の空中写真。2007年4月29日撮影の75枚を合成作成。
。

瀬戸内海の別府湾に面し、東部には南から大野川が、西部には西から大分川が流れ、瀬戸内海に注いでいる。大分川及び大野川が形成した三角州及び沖積平野からなる大分平野と、その周りの丘陵とを抱え、中心市街は、大分川の河口西側に位置する。別府市との境界付近にあってニホンザルで知られる高崎山地区、及び、豊予海峡に浮かぶ高島地区は、瀬戸内海国立公園に指定されている。森林セラピー基地認定地域。
高速道路の大分自動車道及び東九州自動車道が市域をほぼ東西に貫通し、一般国道の国道10号、国道210号などと接続している。
市内の郊外地域ではニュータウンやショッピングセンターなどの開発により、人口の増加が著しい。
- 東端 - 東経131度57分46秒
- 西端 - 東経131度25分07秒
- 南端 - 北緯 33度04分11秒
- 北端 - 北緯 33度17分24秒

### 気候
瀬戸内海式気候に属し、年間を通じて温暖、少雨である。平均気温は16.8℃、降水量1727.0mm（平年値）。ただし、旧大分郡野津原町地域は障子岳、御座ヶ岳などの600～800m級の山々が連なり、内陸部への入り口に当たるため内陸性気候に属し、平地より気温が若干低くなる。
- 気温 - 最高37.8℃（2013年（平成25年）7月24日、最低-7.8℃（1918年（大正7年）2月19日）
- 最大日降水量 - 443.7ミリ（1908年（明治41年）8月10日）
- 最大瞬間風速 - 44.3メートル（1999年（平成11年）9月24日）
- 夏日最多日数 - 152日（2005年（平成17年））
- 真夏日最多日数 - 84日（2024年（令和6年））
- 猛暑日最多日数 - 33日（2024年（令和6年））
- 熱帯夜最多日数 - 57日（2024年（令和6年））
- 冬日最多日数 - 67日（1918年（大正7年）、1936年（昭和11年））

| 大分地方気象台（大分市長浜町、標高5m）の気候                  | 大分地方気象台（大分市長浜町、標高5m）の気候 | 大分地方気象台（大分市長浜町、標高5m）の気候 | 大分地方気象台（大分市長浜町、標高5m）の気候 | 大分地方気象台（大分市長浜町、標高5m）の気候 | 大分地方気象台（大分市長浜町、標高5m）の気候 | 大分地方気象台（大分市長浜町、標高5m）の気候 | 大分地方気象台（大分市長浜町、標高5m）の気候 | 大分地方気象台（大分市長浜町、標高5m）の気候 | 大分地方気象台（大分市長浜町、標高5m）の気候 | 大分地方気象台（大分市長浜町、標高5m）の気候 | 大分地方気象台（大分市長浜町、標高5m）の気候 | 大分地方気象台（大分市長浜町、標高5m）の気候 | 大分地方気象台（大分市長浜町、標高5m）の気候 |
| 月                                                            | 1月                                          | 2月                                          | 3月                                          | 4月                                          | 5月                                          | 6月                                          | 7月                                          | 8月                                          | 9月                                          | 10月                                         | 11月                                         | 12月                                         | 年                                           |
| ------------------------------------------------------------- | -------------------------------------------- | -------------------------------------------- | -------------------------------------------- | -------------------------------------------- | -------------------------------------------- | -------------------------------------------- | -------------------------------------------- | -------------------------------------------- | -------------------------------------------- | -------------------------------------------- | -------------------------------------------- | -------------------------------------------- | -------------------------------------------- |
| 最高気温記録 °C （°F）                                        | 24.6 (76.3)                                  | 25.5 (77.9)                                  | 29.3 (84.7)                                  | 31.2 (88.2)                                  | 32.7 (90.9)                                  | 35.4 (95.7)                                  | 37.8 (100)                                   | 37.6 (99.7)                                  | 36.5 (97.7)                                  | 33.1 (91.6)                                  | 28.0 (82.4)                                  | 25.0 (77)                                    | 37.8 (100)                                   |
| 平均最高気温 °C （°F）                                        | 10.7 (51.3)                                  | 11.5 (52.7)                                  | 14.6 (58.3)                                  | 19.7 (67.5)                                  | 24.1 (75.4)                                  | 26.5 (79.7)                                  | 30.9 (87.6)                                  | 32.2 (90)                                    | 28.2 (82.8)                                  | 23.3 (73.9)                                  | 18.1 (64.6)                                  | 13.0 (55.4)                                  | 21.1 (70)                                    |
| 日平均気温 °C （°F）                                          | 6.5 (43.7)                                   | 7.2 (45)                                     | 10.2 (50.4)                                  | 14.8 (58.6)                                  | 19.3 (66.7)                                  | 22.6 (72.7)                                  | 26.8 (80.2)                                  | 27.7 (81.9)                                  | 24.2 (75.6)                                  | 19.1 (66.4)                                  | 13.8 (56.8)                                  | 8.7 (47.7)                                   | 16.8 (62.2)                                  |
| 平均最低気温 °C （°F）                                        | 2.6 (36.7)                                   | 3.0 (37.4)                                   | 5.9 (42.6)                                   | 10.3 (50.5)                                  | 15.0 (59)                                    | 19.3 (66.7)                                  | 23.5 (74.3)                                  | 24.3 (75.7)                                  | 20.9 (69.6)                                  | 15.2 (59.4)                                  | 9.5 (49.1)                                   | 4.6 (40.3)                                   | 12.8 (55)                                    |
| 最低気温記録 °C （°F）                                        | −7.3 (18.9)                                  | −7.8 (18)                                    | −5.2 (22.6)                                  | −2.1 (28.2)                                  | 1.7 (35.1)                                   | 7.2 (45)                                     | 14.0 (57.2)                                  | 14.1 (57.4)                                  | 8.8 (47.8)                                   | 2.0 (35.6)                                   | −2.0 (28.4)                                  | −6.1 (21)                                    | −7.8 (18)                                    |
| 降水量 mm （inch）                                            | 49.8 (1.961)                                 | 64.1 (2.524)                                 | 99.2 (3.906)                                 | 119.7 (4.713)                                | 133.6 (5.26)                                 | 313.6 (12.346)                               | 261.3 (10.287)                               | 165.7 (6.524)                                | 255.2 (10.047)                               | 144.8 (5.701)                                | 72.9 (2.87)                                  | 47.1 (1.854)                                 | 1,727 (67.992)                               |
| 降雪量 cm （inch）                                            | 0 (0)                                        | 0 (0)                                        | 0 (0)                                        | 0 (0)                                        | 0 (0)                                        | 0 (0)                                        | 0 (0)                                        | 0 (0)                                        | 0 (0)                                        | 0 (0)                                        | 0 (0)                                        | 0 (0)                                        | 1 (0.4)                                      |
| 平均降水日数 （≥0.5 mm）                                      | 5.9                                          | 7.7                                          | 10.0                                         | 10.0                                         | 9.7                                          | 14.0                                         | 12.0                                         | 10.6                                         | 11.1                                         | 7.7                                          | 6.9                                          | 5.5                                          | 111.0                                        |
| 平均降雪日数                                                  | 6.4                                          | 4.6                                          | 1.5                                          | 0.0                                          | 0.0                                          | 0.0                                          | 0.0                                          | 0.0                                          | 0.0                                          | 0.0                                          | 0.1                                          | 4.6                                          | 17.3                                         |
| % 湿度                                                        | 62                                           | 63                                           | 65                                           | 65                                           | 68                                           | 77                                           | 77                                           | 75                                           | 74                                           | 70                                           | 69                                           | 64                                           | 69                                           |
| 平均月間日照時間                                              | 149.4                                        | 149.1                                        | 175.0                                        | 190.1                                        | 194.6                                        | 135.7                                        | 180.8                                        | 202.8                                        | 151.5                                        | 164.2                                        | 148.2                                        | 151.2                                        | 1,992.4                                      |
| 出典：気象庁 （平均値：1991年 - 2020年、極値：1887年 - 現在） |                                              |                                              |                                              |                                              |                                              |                                              |                                              |                                              |                                              |                                              |                                              |                                              |                                              |

### 隣接する自治体
- 別府市
- 臼杵市
- 竹田市
- 豊後大野市
- 由布市
- 愛媛県西宇和郡伊方町（海上）

## 歴史

### 古代
古代には、現在の大分市周辺は大分郡（おほきたのこほり）と呼ばれ、現在の市の中心部からやや南に外れた大分川下流沿い（現在の古国府）に、豊後国の国府が置かれたと推測されている。
「大分」の名は、『豊後国風土記』によれば、景行天皇がこの地を訪れた際に「広大なる哉、この郡は。よろしく碩田国（おおきたのくに）と名づくべし」と言って名づけたもので、「碩田」が後に「大分」と書かれるようになったとされる。実際には大分平野はさほど広大であるとは言えないため、今日では、景行天皇の言葉は、平野の広大さではなく、多くの田が並ぶ様子を描写したものと解されているが、いずれにしても大分平野に古くから田圃が開けていたことを示すものと言える。

### 中世
鎌倉時代には大友氏が豊後国守護に任じられ、第3代当主大友頼泰（貞応元年（1222年） - 正安2年（1300年））の代に豊後国に下向して土着した。元弘3年（1333年）には豊後国の守護職に任ぜられている。室町時代に入ると、第7代当主大友氏泰は、拠城をわずかに北にずらして大分川河口付近に館を構えた（現在の市の中心部の東側で、顕徳町などにあたる）。これが現在の大分市に連なる城下町のはじまりで、町の名を府内といった。現在の大分市街地中心部に残る「府内町」という地名や「府内5番街」という商店街はこの名残である。
戦国時代の府内は、最盛期には九州の過半を手中に収めた第21代当主大友義鎮（宗麟）のもとで、日本で初めての西洋式の病院が開設されるなど、南蛮文化を受容し栄えた。しかし、大友氏は島津氏等との抗争に敗れて衰退し、府内は1586年（天正14年）の島津家久の侵攻（豊薩合戦）によって炎上し壊滅したとされる。近年、大分駅付近の連続立体交差事業および区画整理事業に伴い、大友氏館跡をはじめとする中世から戦国時代にかけての府内の遺跡が発掘され、2001年（平成13年）には大友氏館跡として国の史跡に指定されている。
義鎮（宗麟）の跡を継いだ大友義統が文禄の役での失態のために改易された後、豊後国は細分され諸侯に封じられた。1597年（慶長2年）に府内を封じられた福原直高は府内城（大分城）の築城を開始した。

### 近世
1601年（慶長6年）、関ヶ原の戦いの戦功により府内藩（大分藩）の藩祖となった竹中重利によって府内城は大規模な改修が行われ、1607年（慶長12年）に近世大名の居城としての規模となった。その城下町もまた重利によって整備され、後の繁栄の基となった。
江戸時代の府内は、1712年（正徳2年）の調査によると5,591人の人口を擁しており、豊後最大級の城下町であった。
幕末時点では、現在の市域に、府内藩のほか、臼杵藩・岡藩・延岡藩・熊本藩・幕府の領地が存在した。

### 近代
明治になると府内には大分県の県庁が置かれ、1889年（明治22年）の町村制施行により大分町となった。明治の大合併と呼ばれる市町村合併が進む中、1907年（明治40年）に3町村を編入。1911年（明治44年）には市制を施行した。1920年（大正9年）の人口は、4万3,150人であった。
1928年（昭和3年）、初代の「大分市歌」（作詞：須賀金夫、作曲：山田耕筰）を制定。

### 戦後・現代

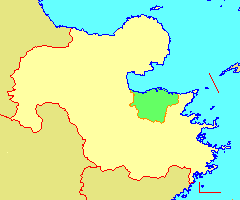
旧大分市域（1963年3月10日 - 2004年12月31日）

全国の都市の中でも、大分市は高度経済成長期以降に急激に成長した都市のひとつである。
1950年代には大分市の人口は10万人弱で、宮崎市よりもわずかに少なく、九州（沖縄県を除く）では佐賀市に次いで2番目に小さな県庁所在地であった。
1960年代（昭和35年ごろ）からの高度経済成長期に入ると、工業化による地域振興を図り大分地域の発展計画のために新産業都市指定を目指した。人口要件を満たすために1963年（昭和38年）に鶴崎市や大南町などとの大合併（新設）に踏みきり、2代目市歌（作詞：市歌審査委員会、作曲：中野静雄）を制定。1964年（昭和39年）1月に新産業都市に指定されると、沿岸部に新日鉄などの大工場が進出した。それまでの鄙びた小都市から九州を代表する工業都市へと急速に開発が進み、大分市は「新産都の優等生」と呼ばれた。
人口も1960年代以降急激に増加し、1963年（昭和38年）の合併時には21万人であった人口が1970年（昭和45年）には26万人、1980年代には36万人、1990年代には40万人を突破し、ほぼ倍増するという著しい増加を見せた。周辺部の丘陵地帯には次々に大規模な住宅団地が造成され、城南団地、明野団地、敷戸団地などのニュータウンがスプロール化して連なる特異な郊外環境が誕生した。1983年（昭和58年）に現行の3代目市歌（作詞：竹森カヨ、作曲：中山悌一）を制定。
新産業都市としての発展にともない、1970年代には長崎屋、ダイエー、ニチイ、ジャスコ、西友など関東・関西資本の大型スーパーが大分駅前に多数進出し、地場百貨店のトキハなどとともに九州では珍しい首都圏の郊外都市のような駅前型の繁華街が形成された。しかし、その後、商業のドーナツ化が進み郊外ではショッピングモールが開発された一方、2009年までに中心部の大型スーパーはすべてが業態転換または撤退。中心部では、大分駅の高架化に伴い2015年（平成27年）春にアミュプラザおおいたが開業している。
1997年（平成9年）4月1日には、中核市へ指定されている。平成の大合併では、2005年（平成17年）1月1日に佐賀関町と野津原町が大分市へ編入された。(これにより、北海部郡が消滅。)

## 市政

### 市長
| 代             | 氏名           | 就任日                    | 退任日                     | 備考           |
| 官選旧大分市長 | 官選旧大分市長 | 官選旧大分市長            | 官選旧大分市長             | 官選旧大分市長 |
| -------------- | -------------- | ------------------------- | -------------------------- | -------------- |
| 1              | 後藤喜太郎     | 1911年（明治44年）7月26日 | 1917年（大正6年）7月25日   |                |
| 2              | 三浦数平       | 1917年（大正6年）8月9日   | 1926年（大正15年）2月6日   |                |
| 3              | 高田保         | 1926年（大正15年）4月23日 | 1929年（昭和4年）4月10日   |                |
| 4              | 高山英明       | 1929年（昭和4年）7月11日  | 1932年（昭和7年）6月8日    |                |
| 5              | 高田保         | 1932年（昭和7年）6月20日  | 1933年（昭和8年）6月29日   |                |
| 6              | 朝吹亀三       | 1933年（昭和8年）12月23日 | 1937年（昭和12年）12月22日 |                |
| 7              | 小野廉         | 1938年（昭和13年）6月16日 | 1942年（昭和17年）6月15日  |                |
| 8              | 高田保         | 1942年（昭和17年）7月1日  | 1944年（昭和19年）5月2日   |                |
| 9              | 武藤一彦       | 1944年（昭和19年）6月24日 | 1945年（昭和20年）3月31日  |                |
| 10             | 三好一         | 1945年（昭和20年）4月1日  | 1945年（昭和20年）10月9日  |                |
| 11             | 木下郁         | 1945年（昭和21年）        | 1947年（昭和22年）         |                |
| 公選旧大分市長 |                |                           |                            |                |
| 12             | 上田保         | 1947年（昭和22年）4月7日  | 1963年（昭和38年）3月9日   |                |
| 大分市長       |                |                           |                            |                |
| 1              | 安東玉彦       | 1963年（昭和38年）3月     | 1975年（昭和50年）4月      |                |
| 2              | 佐藤益美       | 1975年（昭和50年）4月     | 1991年（平成3年）4月       |                |
| 3              | 木下敬之助     | 1991年（平成3年）4月      | 2003年（平成15年）4月      |                |
| 4              | 釘宮磐         | 2003年（平成15年）4月     | 2015年（平成27年）3月2日   |                |
| 5              | 佐藤樹一郎     | 2015年（平成27年）4月26日 | 2023年（令和5年）3月2日    |                |
| 6              | 足立信也       | 2023年（令和5年）4月24日  |                            |                |

### 議会

#### 市議会
- 定数：44名
- 議長：二宮博（自由民主党）
- 副議長：高橋弘巳（新市民クラブ）
- 任期：2021年（令和3年）3月10日 - 2025年（令和7年）3月9日

| 会派名             | 議席数 |
| ------------------ | ------ |
| 自由民主党         | 14     |
| ネットワークみらい | 9      |
| 公明党             | 6      |
| 新市民クラブ       | 4      |
| 立憲民主党         | 2      |
| 日本共産党         | 2      |
| Ｏｉｔａ市民クラブ | 2      |
| 無所属             | 4      |

- 2023年4月5日現在[7]

#### 大分県議会（大分市選挙区）
- 定数：13名
- 任期：2023年（令和5年）4月30日 - 2027年（令和9年）4月29日

| 議員名     | 会派名       | 備考             |
| ---------- | ------------ | ---------------- |
| 麻生栄作   | 自由民主党   |                  |
| 穴見憲昭   | 自由民主党   |                  |
| 阿部英仁   | 自由民主党   |                  |
| 木田昇     | 県民クラブ   | 党籍は無所属     |
| 後藤慎太郎 | 自由民主党   |                  |
| 澤田友広   | 公明党       |                  |
| 首藤健二郎 | 自由民主党   |                  |
| 堤栄三     | 日本共産党   |                  |
| 福崎智幸   | 県民クラブ   | 党籍は国民民主党 |
| 三浦由紀   | 日本維新の会 |                  |
| 御手洗朋宏 | 県民クラブ   | 党籍は立憲民主党 |
| 守永信幸   | 県民クラブ   | 党籍は立憲民主党 |
| 吉村哲彦   | 公明党       |                  |

#### 衆議院
- 任期 ： 2021年（令和3年）10月31日 - 2025年（令和7年）10月30日（「第49回衆議院議員総選挙」参照）

| 選挙区                                            | 議員名     | 党派名     | 当選回数 | 備考     |
| ------------------------------------------------- | ---------- | ---------- | -------- | -------- |
| 大分県第1区（旧佐賀関町・野津原町域を除く大分市） | 吉良州司   | 無所属     | 6        | 選挙区   |
| 大分県第2区（旧佐賀関町・野津原町の大分市など）   | 衛藤征士郎 | 自由民主党 | 13       | 選挙区   |
| 大分県第2区（旧佐賀関町・野津原町の大分市など）   | 吉川元     | 立憲民主党 | 4        | 比例復活 |

### 行政区域の変遷
- 1889年（明治22年）4月1日 - 町村制施行により、以下の各町村が発足する。
  - 大分郡大分町・西大分町・鶴崎町・別保（べっぽ）村・三佐（みさ）村・桃園村・松岡村・高田村・明治村・荏隈（えのくま）村・豊府（ほうふ）村・東大分村・八幡村・日岡村・戸次（へつぎ）村・判田村・河原内（かわらうち）村・竹中村・吉野村・稙田（わさだ）村・東稙田村・西稙田村・賀来（かく）村・諏訪村・野津原村
  - 北海部郡佐賀関町・川添村・一尺屋（いっしゃくや）村・大志生木（おおじうき）村・神馬木村・佐加村・市村・小佐井村（こざい）・丹生（にう）村・西大在（にしおおざい）村・東大在村
  - 大野郡今市村
- 1892年（明治25年）10月28日 - 佐加村が佐賀村と改称する。
- 1907年（明治40年）
  - 4月1日
    - 大分町・西大分町・荏隈村・豊府村が合併（新設合併）し、新たに大分町となる。
    - 竹中村・河原内村が合併（新設合併）し、新たに竹中村となる。
    - 稙田村・西稙田村が合併（新設合併）し、新たに稙田村となる。
    - 野津原村・諏訪村が合併（新設合併）し、新たに野津原村となる。

  - 6月1日 - 西大在村と東大在村が合併（新設合併）し、大在村となる。
  - 7月1日
    - 佐賀村と市村が合併（新設合併）し、佐賀市村となる。
    - 大志生木村と神馬木村が合併（新設合併）し、神崎村となる。
- 1911年（明治44年）4月1日 - 大分町が市制施行し、大分市となる。
- 1920年（大正9年）1月1日 - 佐賀市村が町制施行し、坂ノ市町となる。
- 1921年（大正10年）1月1日 - 戸次村が町制施行し、戸次町となる。
- 1922年（大正11年）4月1日 - 東大分村のうち、大分川左岸の地域（中島裏・弁天島）を編入する[8]。
- 1938年（昭和13年）4月1日 - 別保村を鶴崎町に編入する。
- 1939年（昭和14年）8月15日 - 八幡村・滝尾村・東大分村を編入する。
- 1941年（昭和16年）11月3日 - 小佐井村・丹生村を坂ノ市町に編入する。
- 1943年（昭和18年）
  - 4月1日 - 三佐村を鶴崎町に編入する。
  - 11月11日 - 日岡村を編入する。
- 1944年（昭和19年）2月11日 - 桃園村を鶴崎町に編入する。
- 1947年（昭和22年）3月1日 - 大野郡大野町[注釈 1]の一部（沢田の一部）が野津原村に編入される。
- 1950年（昭和25年）1月1日 - 川添村・今市村の所属郡を大分郡に変更する。
- 1954年（昭和29年）3月31日
  - 鶴崎町・松岡村・高田村・明治村・川添村が合併（新設合併）、同時に市制施行し、鶴崎市となる。
  - 戸次町・判田村・竹中村・吉野村が合併（新設合併）し、大南町となる。
- 1955年（昭和30年）
  - 1月1日
    - 佐賀関町・神崎村・一尺屋村が合併（新設合併）し、新たに佐賀関町となる。
    - 東稙田村の一部（旦野原の一部）・賀来村の一部（賀来の一部）を編入する。

  - 2月1日 - 稙田村・東稙田村・賀来村が合併（新設合併）し、大分村となる。
  - 3月31日 - 野津原村・今市村が合併（新設合併）し、新たに野津原村となる。
  - 7月1日 - 鶴崎市の一部、挾間町[注釈 2]の一部（高崎の一部）を編入する[9]。
- 1956年（昭和31年）4月1日 - 挾間町[注釈 2]の一部（宮苑・東院の一部）が大分村に編入される[10]。
- 1957年（昭和32年）4月1日 - 大分村が町制施行し、大分町となる[注釈 3]。
- 1960年（昭和35年）2月1日 - 野津原町の一部（廻栖野の一部）が大分町に編入される。
- 1963年（昭和38年）
  - 3月5日 - 大野郡大野町[注釈 1]の一部（安藤の一部）が大南町に編入される。
  - 3月10日 - 大分市・鶴崎市・大分町・大南町・大在村・坂ノ市町が合併（新設合併）し、新たに大分市となる。
- 2005年（平成17年）1月1日 - 北海部郡佐賀関町・大分郡野津原町を編入する。

- 大正11年（1922年）4月1日の境界変更（本市への編入）は割愛した。

| 旧 郡    | 明治以前              | 明治以前              | 明治初年 - 明治22年     | 明治22年 4月1日 町村制施行 | 明治22年 - 明治33年          | 明治34年 - 大正15年           | 明治34年 - 大正15年             | 昭和元年 - 昭和19年                 | 昭和20年 - 昭和29年            | 昭和20年 - 昭和29年            | 昭和30年 - 昭和34年           | 昭和30年 - 昭和34年          | 昭和35年 - 昭和64年         | 昭和35年 - 昭和64年    | 平成元年 - 現在             | 現在   |
| -------- | --------------------- | --------------------- | ----------------------- | -------------------------- | ---------------------------- | ----------------------------- | ------------------------------- | ----------------------------------- | ------------------------------ | ------------------------------ | ----------------------------- | ---------------------------- | --------------------------- | ---------------------- | --------------------------- | ------ |
| 大 分 郡 | 府内町                | 府内町                | 大分町                  | 大分町                     | 大分町                       | 明治40年4月1日 大分町         | 明治44年4月1日 市制 大分市      | 大分市                              | 大分市                         | 大分市                         | 大分市                        | 大分市                       | 大分市                      | 昭和38年3月10日 大分市 | 大分市                      | 大分市 |
| 大 分 郡 | 松末町                |                       | 大分町                  | 大分町                     | 大分町                       | 明治40年4月1日 大分町         | 明治44年4月1日 市制 大分市      | 大分市                              | 大分市                         | 大分市                         | 大分市                        | 大分市                       | 大分市                      | 昭和38年3月10日 大分市 | 大分市                      | 大分市 |
| 大 分 郡 | 千手堂町              |                       | 大分町                  | 大分町                     | 大分町                       | 明治40年4月1日 大分町         | 明治44年4月1日 市制 大分市      | 大分市                              | 大分市                         | 大分市                         | 大分市                        | 大分市                       | 大分市                      | 昭和38年3月10日 大分市 | 大分市                      | 大分市 |
| 大 分 郡 | 笠和町                |                       | 大分町                  | 大分町                     | 大分町                       | 明治40年4月1日 大分町         | 明治44年4月1日 市制 大分市      | 大分市                              | 大分市                         | 大分市                         | 大分市                        | 大分市                       | 大分市                      | 昭和38年3月10日 大分市 | 大分市                      | 大分市 |
| 大 分 郡 | 同慈寺町              |                       | 大分町                  | 大分町                     | 大分町                       | 明治40年4月1日 大分町         | 明治44年4月1日 市制 大分市      | 大分市                              | 大分市                         | 大分市                         | 大分市                        | 大分市                       | 大分市                      | 昭和38年3月10日 大分市 | 大分市                      | 大分市 |
| 大 分 郡 | 南勢家町              |                       | 大分町                  | 大分町                     | 大分町                       | 明治40年4月1日 大分町         | 明治44年4月1日 市制 大分市      | 大分市                              | 大分市                         | 大分市                         | 大分市                        | 大分市                       | 大分市                      | 昭和38年3月10日 大分市 | 大分市                      | 大分市 |
| 大 分 郡 | 勢家町                | 勢家町                | 勢家町                  | 西大分町                   | 西大分町                     | 明治40年4月1日 大分町         | 明治44年4月1日 市制 大分市      | 大分市                              | 大分市                         | 大分市                         | 大分市                        | 大分市                       | 大分市                      | 昭和38年3月10日 大分市 | 大分市                      | 大分市 |
| 大 分 郡 | 駄原村                | 駄原村                | 駄原村                  | 西大分町                   | 西大分町                     | 明治40年4月1日 大分町         | 明治44年4月1日 市制 大分市      | 大分市                              | 大分市                         | 大分市                         | 大分市                        | 大分市                       | 大分市                      | 昭和38年3月10日 大分市 | 大分市                      | 大分市 |
| 大 分 郡 | 生石村                | 生石村                | 生石村                  | 西大分町                   | 西大分町                     | 明治40年4月1日 大分町         | 明治44年4月1日 市制 大分市      | 大分市                              | 大分市                         | 大分市                         | 大分市                        | 大分市                       | 大分市                      | 昭和38年3月10日 大分市 | 大分市                      | 大分市 |
| 大 分 郡 | 上村                  | 上村                  | 荏隈村                  | 荏隈村                     | 荏隈村                       | 明治40年4月1日 大分町         | 明治44年4月1日 市制 大分市      | 大分市                              | 大分市                         | 大分市                         | 大分市                        | 大分市                       | 大分市                      | 昭和38年3月10日 大分市 | 大分市                      | 大分市 |
| 大 分 郡 | 尼ヶ瀬村              |                       | 荏隈村                  | 荏隈村                     | 荏隈村                       | 明治40年4月1日 大分町         | 明治44年4月1日 市制 大分市      | 大分市                              | 大分市                         | 大分市                         | 大分市                        | 大分市                       | 大分市                      | 昭和38年3月10日 大分市 | 大分市                      | 大分市 |
| 大 分 郡 | 竹上村                |                       | 荏隈村                  | 荏隈村                     | 荏隈村                       | 明治40年4月1日 大分町         | 明治44年4月1日 市制 大分市      | 大分市                              | 大分市                         | 大分市                         | 大分市                        | 大分市                       | 大分市                      | 昭和38年3月10日 大分市 | 大分市                      | 大分市 |
| 大 分 郡 | 奥小路村              | 奥小路村              | 奥田村                  | 荏隈村                     | 荏隈村                       | 明治40年4月1日 大分町         | 明治44年4月1日 市制 大分市      | 大分市                              | 大分市                         | 大分市                         | 大分市                        | 大分市                       | 大分市                      | 昭和38年3月10日 大分市 | 大分市                      | 大分市 |
| 大 分 郡 | 田中村                |                       | 奥田村                  | 荏隈村                     | 荏隈村                       | 明治40年4月1日 大分町         | 明治44年4月1日 市制 大分市      | 大分市                              | 大分市                         | 大分市                         | 大分市                        | 大分市                       | 大分市                      | 昭和38年3月10日 大分市 | 大分市                      | 大分市 |
| 大 分 郡 | 永興村                | 永興村                | 永興村                  | 荏隈村                     | 荏隈村                       | 明治40年4月1日 大分町         | 明治44年4月1日 市制 大分市      | 大分市                              | 大分市                         | 大分市                         | 大分市                        | 大分市                       | 大分市                      | 昭和38年3月10日 大分市 | 大分市                      | 大分市 |
| 大 分 郡 | 井蕪村                |                       | 永興村                  | 荏隈村                     | 荏隈村                       | 明治40年4月1日 大分町         | 明治44年4月1日 市制 大分市      | 大分市                              | 大分市                         | 大分市                         | 大分市                        | 大分市                       | 大分市                      | 昭和38年3月10日 大分市 | 大分市                      | 大分市 |
| 大 分 郡 | 太平寺村              | 南太平寺              | 永興村                  | 荏隈村                     | 荏隈村                       | 明治40年4月1日 大分町         | 明治44年4月1日 市制 大分市      | 大分市                              | 大分市                         | 大分市                         | 大分市                        | 大分市                       | 大分市                      | 昭和38年3月10日 大分市 | 大分市                      | 大分市 |
| 大 分 郡 | 太平寺村              | 北太平寺              | 三芳村                  | 荏隈村                     | 荏隈村                       | 明治40年4月1日 大分町         | 明治44年4月1日 市制 大分市      | 大分市                              | 大分市                         | 大分市                         | 大分市                        | 大分市                       | 大分市                      | 昭和38年3月10日 大分市 | 大分市                      | 大分市 |
| 大 分 郡 | 志手村                |                       | 三芳村                  | 荏隈村                     | 荏隈村                       | 明治40年4月1日 大分町         | 明治44年4月1日 市制 大分市      | 大分市                              | 大分市                         | 大分市                         | 大分市                        | 大分市                       | 大分市                      | 昭和38年3月10日 大分市 | 大分市                      | 大分市 |
| 大 分 郡 | 椎迫村                |                       | 三芳村                  | 荏隈村                     | 荏隈村                       | 明治40年4月1日 大分町         | 明治44年4月1日 市制 大分市      | 大分市                              | 大分市                         | 大分市                         | 大分市                        | 大分市                       | 大分市                      | 昭和38年3月10日 大分市 | 大分市                      | 大分市 |
| 大 分 郡 | 古国府村              | 古国府村              | 古国府村                | 豊府村                     | 豊府村                       | 明治40年4月1日 大分町         | 明治44年4月1日 市制 大分市      | 大分市                              | 大分市                         | 大分市                         | 大分市                        | 大分市                       | 大分市                      | 昭和38年3月10日 大分市 | 大分市                      | 大分市 |
| 大 分 郡 | 律院村                | 律院村                | 上野村                  | 豊府村                     | 豊府村                       | 明治40年4月1日 大分町         | 明治44年4月1日 市制 大分市      | 大分市                              | 大分市                         | 大分市                         | 大分市                        | 大分市                       | 大分市                      | 昭和38年3月10日 大分市 | 大分市                      | 大分市 |
| 大 分 郡 | 六坊村                |                       | 上野村                  | 豊府村                     | 豊府村                       | 明治40年4月1日 大分町         | 明治44年4月1日 市制 大分市      | 大分市                              | 大分市                         | 大分市                         | 大分市                        | 大分市                       | 大分市                      | 昭和38年3月10日 大分市 | 大分市                      | 大分市 |
| 大 分 郡 | 畑中村                | 畑中村                | 畑中村                  | 豊府村                     | 豊府村                       | 明治40年4月1日 大分町         | 明治44年4月1日 市制 大分市      | 大分市                              | 大分市                         | 大分市                         | 大分市                        | 大分市                       | 大分市                      | 昭和38年3月10日 大分市 | 大分市                      | 大分市 |
| 大 分 郡 | 羽屋村                | 羽屋村                | 羽屋村                  | 豊府村                     | 豊府村                       | 明治40年4月1日 大分町         | 明治44年4月1日 市制 大分市      | 大分市                              | 大分市                         | 大分市                         | 大分市                        | 大分市                       | 大分市                      | 昭和38年3月10日 大分市 | 大分市                      | 大分市 |
| 大 分 郡 | 豊饒村                | 豊饒村                | 豊饒村                  | 豊府村                     | 豊府村                       | 明治40年4月1日 大分町         | 明治44年4月1日 市制 大分市      | 大分市                              | 大分市                         | 大分市                         | 大分市                        | 大分市                       | 大分市                      | 昭和38年3月10日 大分市 | 大分市                      | 大分市 |
| 大 分 郡 | 由原村                | 由原村                | 八幡村                  | 八幡村                     | 八幡村                       | 八幡村                        | 八幡村                          | 昭和14年8月15日 大分市に編入        | 大分市                         | 大分市                         | 大分市                        | 大分市                       | 大分市                      | 昭和38年3月10日 大分市 | 大分市                      | 大分市 |
| 大 分 郡 | 大山村                |                       | 八幡村                  | 八幡村                     | 八幡村                       | 八幡村                        | 八幡村                          | 昭和14年8月15日 大分市に編入        | 大分市                         | 大分市                         | 大分市                        | 大分市                       | 大分市                      | 昭和38年3月10日 大分市 | 大分市                      | 大分市 |
| 大 分 郡 | 上金谷迫村            | 上金谷迫村            | 金谷迫村                | 八幡村                     | 八幡村                       | 八幡村                        | 八幡村                          | 昭和14年8月15日 大分市に編入        | 大分市                         | 大分市                         | 大分市                        | 大分市                       | 大分市                      | 昭和38年3月10日 大分市 | 大分市                      | 大分市 |
| 大 分 郡 | 下金谷迫村            |                       | 金谷迫村                | 八幡村                     | 八幡村                       | 八幡村                        | 八幡村                          | 昭和14年8月15日 大分市に編入        | 大分市                         | 大分市                         | 大分市                        | 大分市                       | 大分市                      | 昭和38年3月10日 大分市 | 大分市                      | 大分市 |
| 大 分 郡 | 白木村                | 白木村                | 神崎村                  | 八幡村                     | 八幡村                       | 八幡村                        | 八幡村                          | 昭和14年8月15日 大分市に編入        | 大分市                         | 大分市                         | 大分市                        | 大分市                       | 大分市                      | 昭和38年3月10日 大分市 | 大分市                      | 大分市 |
| 大 分 郡 | 田浦村                |                       | 神崎村                  | 八幡村                     | 八幡村                       | 八幡村                        | 八幡村                          | 昭和14年8月15日 大分市に編入        | 大分市                         | 大分市                         | 大分市                        | 大分市                       | 大分市                      | 昭和38年3月10日 大分市 | 大分市                      | 大分市 |
| 大 分 郡 | 津守村                | 津守村                | 津守村                  | 滝尾村                     | 滝尾村                       | 滝尾村                        | 滝尾村                          | 昭和14年8月15日 大分市に編入        | 大分市                         | 大分市                         | 大分市                        | 大分市                       | 大分市                      | 昭和38年3月10日 大分市 | 大分市                      | 大分市 |
| 大 分 郡 | 片島村                | 片島村                | 片島村                  | 滝尾村                     | 滝尾村                       | 滝尾村                        | 滝尾村                          | 昭和14年8月15日 大分市に編入        | 大分市                         | 大分市                         | 大分市                        | 大分市                       | 大分市                      | 昭和38年3月10日 大分市 | 大分市                      | 大分市 |
| 大 分 郡 | 本曲村                | 本曲村                | 曲村                    | 滝尾村                     | 滝尾村                       | 滝尾村                        | 滝尾村                          | 昭和14年8月15日 大分市に編入        | 大分市                         | 大分市                         | 大分市                        | 大分市                       | 大分市                      | 昭和38年3月10日 大分市 | 大分市                      | 大分市 |
| 大 分 郡 | 今曲村                |                       | 曲村                    | 滝尾村                     | 滝尾村                       | 滝尾村                        | 滝尾村                          | 昭和14年8月15日 大分市に編入        | 大分市                         | 大分市                         | 大分市                        | 大分市                       | 大分市                      | 昭和38年3月10日 大分市 | 大分市                      | 大分市 |
| 大 分 郡 | 下郡村                | 下郡村                | 下郡村                  | 滝尾村                     | 滝尾村                       | 滝尾村                        | 滝尾村                          | 昭和14年8月15日 大分市に編入        | 大分市                         | 大分市                         | 大分市                        | 大分市                       | 大分市                      | 昭和38年3月10日 大分市 | 大分市                      | 大分市 |
| 大 分 郡 | 羽田村                | 羽田村                | 羽田村                  | 滝尾村                     | 滝尾村                       | 滝尾村                        | 滝尾村                          | 昭和14年8月15日 大分市に編入        | 大分市                         | 大分市                         | 大分市                        | 大分市                       | 大分市                      | 昭和38年3月10日 大分市 | 大分市                      | 大分市 |
| 大 分 郡 | 中津留村              | 中津留村              | 津留村                  | 東大分村                   | 東大分村                     | 東大分村                      | 東大分村                        | 昭和14年8月15日 大分市に編入        | 大分市                         | 大分市                         | 大分市                        | 大分市                       | 大分市                      | 昭和38年3月10日 大分市 | 大分市                      | 大分市 |
| 大 分 郡 | 花津留村              |                       | 津留村                  | 東大分村                   | 東大分村                     | 東大分村                      | 東大分村                        | 昭和14年8月15日 大分市に編入        | 大分市                         | 大分市                         | 大分市                        | 大分市                       | 大分市                      | 昭和38年3月10日 大分市 | 大分市                      | 大分市 |
| 大 分 郡 | 今津留村              | 今津留村              | 今津留村                | 東大分村                   | 東大分村                     | 東大分村                      | 東大分村                        | 昭和14年8月15日 大分市に編入        | 大分市                         | 大分市                         | 大分市                        | 大分市                       | 大分市                      | 昭和38年3月10日 大分市 | 大分市                      | 大分市 |
| 大 分 郡 | 萩原村                | 萩原村                | 萩原村                  | 東大分村                   | 東大分村                     | 東大分村                      | 東大分村                        | 昭和14年8月15日 大分市に編入        | 大分市                         | 大分市                         | 大分市                        | 大分市                       | 大分市                      | 昭和38年3月10日 大分市 | 大分市                      | 大分市 |
| 大 分 郡 | 牧村                  | 牧村                  | 牧村                    | 東大分村                   | 東大分村                     | 東大分村                      | 東大分村                        | 昭和14年8月15日 大分市に編入        | 大分市                         | 大分市                         | 大分市                        | 大分市                       | 大分市                      | 昭和38年3月10日 大分市 | 大分市                      | 大分市 |
| 大 分 郡 | 高松村                | 高松村                | 高松村                  | 日岡村                     | 日岡村                       | 日岡村                        | 日岡村                          | 昭和18年11月11日 大分市に編入       | 大分市                         | 大分市                         | 大分市                        | 大分市                       | 大分市                      | 昭和38年3月10日 大分市 | 大分市                      | 大分市 |
| 大 分 郡 | 原村                  | 原村                  | 原村                    | 日岡村                     | 日岡村                       | 日岡村                        | 日岡村                          | 昭和18年11月11日 大分市に編入       | 大分市                         | 大分市                         | 大分市                        | 大分市                       | 大分市                      | 昭和38年3月10日 大分市 | 大分市                      | 大分市 |
| 大 分 郡 | 新貝村                | 新貝村                | 新貝村                  | 日岡村                     | 日岡村                       | 日岡村                        | 日岡村                          | 昭和18年11月11日 大分市に編入       | 大分市                         | 大分市                         | 大分市                        | 大分市                       | 大分市                      | 昭和38年3月10日 大分市 | 大分市                      | 大分市 |
| 大 分 郡 | 高崎村                | 一部                  | 高崎村                  | 石城川村 の一部            | 石城川村の一部               | 石城川村の一部                | 石城川村の一部                  | 石城川村の一部                      | 石城川村の一部                 | 昭和29年10月1日 挾間村の一部   | 昭和30年4月1日 町制 挾間町    | 昭和30年7月1日 大分市に編入  | 大分市                      | 昭和38年3月10日 大分市 | 大分市                      | 大分市 |
| 大 分 郡 | 新村                  |                       | 高崎村                  | 石城川村 の一部            | 石城川村の一部               | 石城川村の一部                | 石城川村の一部                  | 石城川村の一部                      | 石城川村の一部                 | 昭和29年10月1日 挾間村の一部   | 昭和30年4月1日 町制 挾間町    | 昭和30年7月1日 大分市に編入  | 大分市                      | 昭和38年3月10日 大分市 | 大分市                      | 大分市 |
| 大 分 郡 | 宮苑村                | 宮苑村                | 宮苑村                  | 石城川村 の一部            | 石城川村の一部               | 石城川村の一部                | 石城川村の一部                  | 石城川村の一部                      | 石城川村の一部                 | 昭和29年10月1日 挾間村の一部   | 昭和30年4月1日 町制 挾間町    | 昭和31年4月1日 大分市に編入  | 大分市                      | 昭和38年3月10日 大分市 | 大分市                      | 大分市 |
| 大 分 郡 | 東院村                | 一部                  | 東院村                  | 由布川村 の一部            | 由布川村の一部               | 由布川村の一部                | 由布川村の一部                  | 由布川村の一部                      | 由布川村の一部                 | 昭和29年10月1日 挾間村の一部   | 昭和30年4月1日 町制 挾間町    | 昭和31年4月1日 大分市に編入  | 大分市                      | 昭和38年3月10日 大分市 | 大分市                      | 大分市 |
| 大 分 郡 | 鶴崎町                | 鶴崎町                | 鶴崎町                  | 鶴崎町                     | 鶴崎町                       | 鶴崎町                        | 鶴崎町                          | 鶴崎町                              | 鶴崎町                         | 昭和29年3月31日 鶴崎市         | 鶴崎市                        | 鶴崎市                       | 鶴崎市                      | 昭和38年3月10日 大分市 | 大分市                      | 大分市 |
| 大 分 郡 | 鶴崎村                |                       | 鶴崎町                  | 鶴崎町                     | 鶴崎町                       | 鶴崎町                        | 鶴崎町                          | 鶴崎町                              | 鶴崎町                         | 昭和29年3月31日 鶴崎市         | 鶴崎市                        | 鶴崎市                       | 鶴崎市                      | 昭和38年3月10日 大分市 | 大分市                      | 大分市 |
| 大 分 郡 | 国宗村                |                       | 鶴崎町                  | 鶴崎町                     | 鶴崎町                       | 鶴崎町                        | 鶴崎町                          | 鶴崎町                              | 鶴崎町                         | 昭和29年3月31日 鶴崎市         | 鶴崎市                        | 鶴崎市                       | 鶴崎市                      | 昭和38年3月10日 大分市 | 大分市                      | 大分市 |
| 大 分 郡 | 寺司村                |                       | 鶴崎町                  | 鶴崎町                     | 鶴崎町                       | 鶴崎町                        | 鶴崎町                          | 鶴崎町                              | 鶴崎町                         | 昭和29年3月31日 鶴崎市         | 鶴崎市                        | 鶴崎市                       | 鶴崎市                      | 昭和38年3月10日 大分市 | 大分市                      | 大分市 |
| 大 分 郡 | 小中島村              | 小中島村              | 小中島村                | 鶴崎町                     | 鶴崎町                       | 鶴崎町                        | 鶴崎町                          | 鶴崎町                              | 鶴崎町                         | 昭和29年3月31日 鶴崎市         | 鶴崎市                        | 鶴崎市                       | 鶴崎市                      | 昭和38年3月10日 大分市 | 大分市                      | 大分市 |
| 大 分 郡 | 森村                  | 森村                  | 森村                    | 別保村                     | 別保村                       | 別保村                        | 別保村                          | 昭和13年4月1日 鶴崎町に編入         | 鶴崎町                         | 昭和29年3月31日 鶴崎市         | 鶴崎市                        | 鶴崎市                       | 鶴崎市                      | 昭和38年3月10日 大分市 | 大分市                      | 大分市 |
| 大 分 郡 | 森町村                | 森町村                | 森町村                  | 別保村                     | 別保村                       | 別保村                        | 別保村                          | 昭和13年4月1日 鶴崎町に編入         | 鶴崎町                         | 昭和29年3月31日 鶴崎市         | 鶴崎市                        | 鶴崎市                       | 鶴崎市                      | 昭和38年3月10日 大分市 | 大分市                      | 大分市 |
| 大 分 郡 | 門田村                | 門田村                | 皆春村                  | 別保村                     | 別保村                       | 別保村                        | 別保村                          | 昭和13年4月1日 鶴崎町に編入         | 鶴崎町                         | 昭和29年3月31日 鶴崎市         | 鶴崎市                        | 鶴崎市                       | 鶴崎市                      | 昭和38年3月10日 大分市 | 大分市                      | 大分市 |
| 大 分 郡 | 中島村                |                       | 皆春村                  | 別保村                     | 別保村                       | 別保村                        | 別保村                          | 昭和13年4月1日 鶴崎町に編入         | 鶴崎町                         | 昭和29年3月31日 鶴崎市         | 鶴崎市                        | 鶴崎市                       | 鶴崎市                      | 昭和38年3月10日 大分市 | 大分市                      | 大分市 |
| 大 分 郡 | 三佐村                | 三佐村                | 三佐村                  | 三佐村                     | 三佐村                       | 三佐村                        | 三佐村                          | 昭和18年4月1日 鶴崎町に編入         | 鶴崎町                         | 昭和29年3月31日 鶴崎市         | 鶴崎市                        | 鶴崎市                       | 鶴崎市                      | 昭和38年3月10日 大分市 | 大分市                      | 大分市 |
| 大 分 郡 | 海原村                | 海原村                | 海原村                  | 三佐村                     | 三佐村                       | 三佐村                        | 三佐村                          | 昭和18年4月1日 鶴崎町に編入         | 鶴崎町                         | 昭和29年3月31日 鶴崎市         | 鶴崎市                        | 鶴崎市                       | 鶴崎市                      | 昭和38年3月10日 大分市 | 大分市                      | 大分市 |
| 大 分 郡 | 家島村                | 家島村                | 家島村                  | 三佐村                     | 三佐村                       | 三佐村                        | 三佐村                          | 昭和18年4月1日 鶴崎町に編入         | 鶴崎町                         | 昭和29年3月31日 鶴崎市         | 鶴崎市                        | 鶴崎市                       | 鶴崎市                      | 昭和38年3月10日 大分市 | 大分市                      | 大分市 |
| 大 分 郡 | 千歳村                | 千歳村                | 千歳村                  | 桃園村                     | 桃園村                       | 桃園村                        | 桃園村                          | 昭和19年2月11日 鶴崎町に編入        | 鶴崎町                         | 昭和29年3月31日 鶴崎市         | 鶴崎市                        | 鶴崎市                       | 鶴崎市                      | 昭和38年3月10日 大分市 | 大分市                      | 大分市 |
| 大 分 郡 | 山津村                |                       | 千歳村                  | 桃園村                     | 桃園村                       | 桃園村                        | 桃園村                          | 昭和19年2月11日 鶴崎町に編入        | 鶴崎町                         | 昭和29年3月31日 鶴崎市         | 鶴崎市                        | 鶴崎市                       | 鶴崎市                      | 昭和38年3月10日 大分市 | 大分市                      | 大分市 |
| 大 分 郡 | 乙津村                | 乙津村                | 乙津村                  | 桃園村                     | 桃園村                       | 桃園村                        | 桃園村                          | 昭和19年2月11日 鶴崎町に編入        | 鶴崎町                         | 昭和29年3月31日 鶴崎市         | 鶴崎市                        | 鶴崎市                       | 鶴崎市                      | 昭和38年3月10日 大分市 | 大分市                      | 大分市 |
| 大 分 郡 | 本三川村              | 本三川村              | 三川村                  | 桃園村                     | 桃園村                       | 桃園村                        | 桃園村                          | 昭和19年2月11日 鶴崎町に編入        | 鶴崎町                         | 昭和29年3月31日 鶴崎市         | 鶴崎市                        | 鶴崎市                       | 鶴崎市                      | 昭和38年3月10日 大分市 | 大分市                      | 大分市 |
| 大 分 郡 | 今三川村              |                       | 三川村                  | 桃園村                     | 桃園村                       | 桃園村                        | 桃園村                          | 昭和19年2月11日 鶴崎町に編入        | 鶴崎町                         | 昭和29年3月31日 鶴崎市         | 鶴崎市                        | 鶴崎市                       | 鶴崎市                      | 昭和38年3月10日 大分市 | 大分市                      | 大分市 |
| 大 分 郡 | 横尾村                | 横尾村                | 横尾村                  | 明治村                     | 明治村                       | 明治村                        | 明治村                          | 明治村                              | 明治村                         | 昭和29年3月31日 鶴崎市         | 鶴崎市                        | 鶴崎市                       | 鶴崎市                      | 昭和38年3月10日 大分市 | 大分市                      | 大分市 |
| 大 分 郡 | 猪野村                | 猪野村                | 猪野村                  | 明治村                     | 明治村                       | 明治村                        | 明治村                          | 明治村                              | 明治村                         | 昭和29年3月31日 鶴崎市         | 鶴崎市                        | 鶴崎市                       | 鶴崎市                      | 昭和38年3月10日 大分市 | 大分市                      | 大分市 |
| 大 分 郡 | 小池原村              | 小池原村              | 小池原村                | 明治村                     | 明治村                       | 明治村                        | 明治村                          | 明治村                              | 明治村                         | 昭和29年3月31日 鶴崎市         | 鶴崎市                        | 鶴崎市                       | 鶴崎市                      | 昭和38年3月10日 大分市 | 大分市                      | 大分市 |
| 大 分 郡 | 葛木村                | 葛木村                | 葛木村                  | 明治村                     | 明治村                       | 明治村                        | 明治村                          | 明治村                              | 明治村                         | 昭和29年3月31日 鶴崎市         | 鶴崎市                        | 鶴崎市                       | 鶴崎市                      | 昭和38年3月10日 大分市 | 大分市                      | 大分市 |
| 大 分 郡 | 下徳丸村              | 下徳丸村              | 下徳丸村                | 高田村                     | 高田村                       | 高田村                        | 高田村                          | 高田村                              | 高田村                         | 昭和29年3月31日 鶴崎市         | 鶴崎市                        | 鶴崎市                       | 鶴崎市                      | 昭和38年3月10日 大分市 | 大分市                      | 大分市 |
| 大 分 郡 | 上徳丸村              | 上徳丸村              | 丸亀村                  | 高田村                     | 高田村                       | 高田村                        | 高田村                          | 高田村                              | 高田村                         | 昭和29年3月31日 鶴崎市         | 鶴崎市                        | 鶴崎市                       | 鶴崎市                      | 昭和38年3月10日 大分市 | 大分市                      | 大分市 |
| 大 分 郡 | 亀甲村                |                       | 丸亀村                  | 高田村                     | 高田村                       | 高田村                        | 高田村                          | 高田村                              | 高田村                         | 昭和29年3月31日 鶴崎市         | 鶴崎市                        | 鶴崎市                       | 鶴崎市                      | 昭和38年3月10日 大分市 | 大分市                      | 大分市 |
| 大 分 郡 | 関門村                | 関門村                | 関園村                  | 高田村                     | 高田村                       | 高田村                        | 高田村                          | 高田村                              | 高田村                         | 昭和29年3月31日 鶴崎市         | 鶴崎市                        | 鶴崎市                       | 鶴崎市                      | 昭和38年3月10日 大分市 | 大分市                      | 大分市 |
| 大 分 郡 | 堂園村                |                       | 関園村                  | 高田村                     | 高田村                       | 高田村                        | 高田村                          | 高田村                              | 高田村                         | 昭和29年3月31日 鶴崎市         | 鶴崎市                        | 鶴崎市                       | 鶴崎市                      | 昭和38年3月10日 大分市 | 大分市                      | 大分市 |
| 大 分 郡 | 大鶴村                | 大鶴村                | 鶴瀬村                  | 高田村                     | 高田村                       | 高田村                        | 高田村                          | 高田村                              | 高田村                         | 昭和29年3月31日 鶴崎市         | 鶴崎市                        | 鶴崎市                       | 鶴崎市                      | 昭和38年3月10日 大分市 | 大分市                      | 大分市 |
| 大 分 郡 | 鵜猟河瀬村            |                       | 鶴瀬村                  | 高田村                     | 高田村                       | 高田村                        | 高田村                          | 高田村                              | 高田村                         | 昭和29年3月31日 鶴崎市         | 鶴崎市                        | 鶴崎市                       | 鶴崎市                      | 昭和38年3月10日 大分市 | 大分市                      | 大分市 |
| 大 分 郡 | 常行村                | 常行村                | 常行村                  | 高田村                     | 高田村                       | 高田村                        | 高田村                          | 高田村                              | 高田村                         | 昭和29年3月31日 鶴崎市         | 鶴崎市                        | 鶴崎市                       | 鶴崎市                      | 昭和38年3月10日 大分市 | 大分市                      | 大分市 |
| 大 分 郡 | 南村                  | 南村                  | 南村                    | 高田村                     | 高田村                       | 高田村                        | 高田村                          | 高田村                              | 高田村                         | 昭和29年3月31日 鶴崎市         | 鶴崎市                        | 鶴崎市                       | 鶴崎市                      | 昭和38年3月10日 大分市 | 大分市                      | 大分市 |
| 大 分 郡 | 松岡村                | 松岡村                | 松岡村                  | 松岡村                     | 松岡村                       | 松岡村                        | 松岡村                          | 松岡村                              | 松岡村                         | 昭和29年3月31日 鶴崎市         | 鶴崎市                        | 鶴崎市                       | 鶴崎市                      | 昭和38年3月10日 大分市 | 大分市                      | 大分市 |
| 大 分 郡 | 池上村（延岡領）      |                       | 松岡村                  | 松岡村                     | 松岡村                       | 松岡村                        | 松岡村                          | 松岡村                              | 松岡村                         | 昭和29年3月31日 鶴崎市         | 鶴崎市                        | 鶴崎市                       | 鶴崎市                      | 昭和38年3月10日 大分市 | 大分市                      | 大分市 |
| 大 分 郡 | 成松村                |                       | 松岡村                  | 松岡村                     | 松岡村                       | 松岡村                        | 松岡村                          | 松岡村                              | 松岡村                         | 昭和29年3月31日 鶴崎市         | 鶴崎市                        | 鶴崎市                       | 鶴崎市                      | 昭和38年3月10日 大分市 | 大分市                      | 大分市 |
| 大 分 郡 | 真萱村                |                       | 松岡村                  | 松岡村                     | 松岡村                       | 松岡村                        | 松岡村                          | 松岡村                              | 松岡村                         | 昭和29年3月31日 鶴崎市         | 鶴崎市                        | 鶴崎市                       | 鶴崎市                      | 昭和38年3月10日 大分市 | 大分市                      | 大分市 |
| 海 部 郡 | 大津留村              | 大津留村              | 所属変更 大分郡大津留村 | 松岡村                     | 松岡村                       | 松岡村                        | 松岡村                          | 松岡村                              | 松岡村                         | 昭和29年3月31日 鶴崎市         | 鶴崎市                        | 鶴崎市                       | 鶴崎市                      | 昭和38年3月10日 大分市 | 大分市                      | 大分市 |
| 海 部 郡 | 毛井村                | 毛井村                | 所属変更 大分郡毛井村   | 松岡村                     | 松岡村                       | 松岡村                        | 松岡村                          | 松岡村                              | 松岡村                         | 昭和29年3月31日 鶴崎市         | 鶴崎市                        | 鶴崎市                       | 鶴崎市                      | 昭和38年3月10日 大分市 | 大分市                      | 大分市 |
| 海 部 郡 | 広内村                | 広内村                | 広内村                  | 北海部郡 川添村            | 川添村                       | 川添村                        | 川添村                          | 川添村                              | 昭和25年1月1日 所属変更 大分郡 | 昭和29年3月31日 鶴崎市         | 鶴崎市                        | 鶴崎市                       | 鶴崎市                      | 昭和38年3月10日 大分市 | 大分市                      | 大分市 |
| 海 部 郡 | 宮河内村              | 宮河内村              | 宮河内村                | 北海部郡 川添村            | 川添村                       | 川添村                        | 川添村                          | 川添村                              | 昭和25年1月1日 所属変更 大分郡 | 昭和29年3月31日 鶴崎市         | 鶴崎市                        | 鶴崎市                       | 鶴崎市                      | 昭和38年3月10日 大分市 | 大分市                      | 大分市 |
| 大 分 郡 | 鶴村                  | 鶴村                  | 所属変更 海部郡種具村   | 北海部郡 川添村            | 川添村                       | 川添村                        | 川添村                          | 川添村                              | 昭和25年1月1日 所属変更 大分郡 | 昭和29年3月31日 鶴崎市         | 鶴崎市                        | 鶴崎市                       | 鶴崎市                      | 昭和38年3月10日 大分市 | 大分市                      | 大分市 |
| 大 分 郡 | 中瀬村                |                       | 所属変更 海部郡種具村   | 北海部郡 川添村            | 川添村                       | 川添村                        | 川添村                          | 川添村                              | 昭和25年1月1日 所属変更 大分郡 | 昭和29年3月31日 鶴崎市         | 鶴崎市                        | 鶴崎市                       | 鶴崎市                      | 昭和38年3月10日 大分市 | 大分市                      | 大分市 |
| 大 分 郡 | 百堂村                |                       | 所属変更 海部郡種具村   | 北海部郡 川添村            | 川添村                       | 川添村                        | 川添村                          | 川添村                              | 昭和25年1月1日 所属変更 大分郡 | 昭和29年3月31日 鶴崎市         | 鶴崎市                        | 鶴崎市                       | 鶴崎市                      | 昭和38年3月10日 大分市 | 大分市                      | 大分市 |
| 大 分 郡 | 迫村                  | 迫村                  | 迫村                    | 北海部郡 川添村            | 川添村                       | 川添村                        | 川添村                          | 川添村                              | 昭和25年1月1日 所属変更 大分郡 | 昭和29年3月31日 鶴崎市         | 鶴崎市                        | 鶴崎市                       | 鶴崎市                      | 昭和38年3月10日 大分市 | 大分市                      | 大分市 |
| 大 分 郡 | 上志村                | 上志村                | 所属変更 海部郡志村     | 北海部郡 西大在村          | 西大在村                     | 明治40年6月1日 大在村         | 明治40年6月1日 大在村           | 大在村                              | 大在村                         | 大在村                         | 大在村                        | 大在村                       | 大在村                      | 昭和38年3月10日 大分市 | 大分市                      | 大分市 |
| 大 分 郡 | 下志村                |                       | 所属変更 海部郡志村     | 北海部郡 西大在村          | 西大在村                     | 明治40年6月1日 大在村         | 明治40年6月1日 大在村           | 大在村                              | 大在村                         | 大在村                         | 大在村                        | 大在村                       | 大在村                      | 昭和38年3月10日 大分市 | 大分市                      | 大分市 |
| 海 部 郡 | 北村                  | 北村                  | 北村                    | 北海部郡 西大在村          | 西大在村                     | 明治40年6月1日 大在村         | 明治40年6月1日 大在村           | 大在村                              | 大在村                         | 大在村                         | 大在村                        | 大在村                       | 大在村                      | 昭和38年3月10日 大分市 | 大分市                      | 大分市 |
| 海 部 郡 | 角子原村              | 角子原村              | 角子原村                | 北海部郡 西大在村          | 西大在村                     | 明治40年6月1日 大在村         | 明治40年6月1日 大在村           | 大在村                              | 大在村                         | 大在村                         | 大在村                        | 大在村                       | 大在村                      | 昭和38年3月10日 大分市 | 大分市                      | 大分市 |
| 海 部 郡 | 大西村                |                       | 角子原村                | 北海部郡 西大在村          | 西大在村                     | 明治40年6月1日 大在村         | 明治40年6月1日 大在村           | 大在村                              | 大在村                         | 大在村                         | 大在村                        | 大在村                       | 大在村                      | 昭和38年3月10日 大分市 | 大分市                      | 大分市 |
| 海 部 郡 | 城原村                | 城原村                | 城原村                  | 東大在村                   | 大在村                       | 明治40年6月1日 大在村         | 明治40年6月1日 大在村           | 大在村                              | 大在村                         | 大在村                         | 大在村                        | 大在村                       | 大在村                      | 昭和38年3月10日 大分市 | 大分市                      | 大分市 |
| 海 部 郡 | 竹下村                | 竹下村                | 竹下村                  | 東大在村                   | 大在村                       | 明治40年6月1日 大在村         | 明治40年6月1日 大在村           | 大在村                              | 大在村                         | 大在村                         | 大在村                        | 大在村                       | 大在村                      | 昭和38年3月10日 大分市 | 大分市                      | 大分市 |
| 海 部 郡 | 浜村                  | 浜村                  | 浜村                    | 東大在村                   | 大在村                       | 明治40年6月1日 大在村         | 明治40年6月1日 大在村           | 大在村                              | 大在村                         | 大在村                         | 大在村                        | 大在村                       | 大在村                      | 昭和38年3月10日 大分市 | 大分市                      | 大分市 |
| 海 部 郡 | 政所村                | 政所村                | 政所村                  | 東大在村                   | 大在村                       | 明治40年6月1日 大在村         | 明治40年6月1日 大在村           | 大在村                              | 大在村                         | 大在村                         | 大在村                        | 大在村                       | 大在村                      | 昭和38年3月10日 大分市 | 大分市                      | 大分市 |
| 海 部 郡 | 中村                  |                       | 政所村                  | 東大在村                   | 大在村                       | 明治40年6月1日 大在村         | 明治40年6月1日 大在村           | 大在村                              | 大在村                         | 大在村                         | 大在村                        | 大在村                       | 大在村                      | 昭和38年3月10日 大分市 | 大分市                      | 大分市 |
| 海 部 郡 | 菅迫村                |                       | 政所村                  | 東大在村                   | 大在村                       | 明治40年6月1日 大在村         | 明治40年6月1日 大在村           | 大在村                              | 大在村                         | 大在村                         | 大在村                        | 大在村                       | 大在村                      | 昭和38年3月10日 大分市 | 大分市                      | 大分市 |
| 海 部 郡 | 横田村                | 横田村                | 横田村                  | 東大在村                   | 大在村                       | 明治40年6月1日 大在村         | 明治40年6月1日 大在村           | 大在村                              | 大在村                         | 大在村                         | 大在村                        | 大在村                       | 大在村                      | 昭和38年3月10日 大分市 | 大分市                      | 大分市 |
| 海 部 郡 | 八幡林村              |                       | 横田村                  | 東大在村                   | 大在村                       | 明治40年6月1日 大在村         | 明治40年6月1日 大在村           | 大在村                              | 大在村                         | 大在村                         | 大在村                        | 大在村                       | 大在村                      | 昭和38年3月10日 大分市 | 大分市                      | 大分市 |
| 海 部 郡 | 細村                  | 細村                  | 細村                    | 佐加村                     | 明治25年10月28日 改称 佐賀村 | 明治40年7月1日 佐賀市村       | 大正9年1月1日 町制改称 坂ノ市町 | 昭和16年11月3日 坂ノ市町            | 坂ノ市町                       | 坂ノ市町                       | 坂ノ市町                      | 坂ノ市町                     | 坂ノ市町                    | 昭和38年3月10日 大分市 | 大分市                      | 大分市 |
| 海 部 郡 | 東上野村              | 東上野村              | 上野村                  | 佐加村                     | 明治25年10月28日 改称 佐賀村 | 明治40年7月1日 佐賀市村       | 大正9年1月1日 町制改称 坂ノ市町 | 昭和16年11月3日 坂ノ市町            | 坂ノ市町                       | 坂ノ市町                       | 坂ノ市町                      | 坂ノ市町                     | 坂ノ市町                    | 昭和38年3月10日 大分市 | 大分市                      | 大分市 |
| 海 部 郡 | 西上野村              |                       | 上野村                  | 佐加村                     | 明治25年10月28日 改称 佐賀村 | 明治40年7月1日 佐賀市村       | 大正9年1月1日 町制改称 坂ノ市町 | 昭和16年11月3日 坂ノ市町            | 坂ノ市町                       | 坂ノ市町                       | 坂ノ市町                      | 坂ノ市町                     | 坂ノ市町                    | 昭和38年3月10日 大分市 | 大分市                      | 大分市 |
| 海 部 郡 | 東道尻村              |                       | 上野村                  | 佐加村                     | 明治25年10月28日 改称 佐賀村 | 明治40年7月1日 佐賀市村       | 大正9年1月1日 町制改称 坂ノ市町 | 昭和16年11月3日 坂ノ市町            | 坂ノ市町                       | 坂ノ市町                       | 坂ノ市町                      | 坂ノ市町                     | 坂ノ市町                    | 昭和38年3月10日 大分市 | 大分市                      | 大分市 |
| 海 部 郡 | 西道尻村              |                       | 上野村                  | 佐加村                     | 明治25年10月28日 改称 佐賀村 | 明治40年7月1日 佐賀市村       | 大正9年1月1日 町制改称 坂ノ市町 | 昭和16年11月3日 坂ノ市町            | 坂ノ市町                       | 坂ノ市町                       | 坂ノ市町                      | 坂ノ市町                     | 坂ノ市町                    | 昭和38年3月10日 大分市 | 大分市                      | 大分市 |
| 海 部 郡 | 久原村                | 久原村                | 久原村                  | 佐加村                     | 明治25年10月28日 改称 佐賀村 | 明治40年7月1日 佐賀市村       | 大正9年1月1日 町制改称 坂ノ市町 | 昭和16年11月3日 坂ノ市町            | 坂ノ市町                       | 坂ノ市町                       | 坂ノ市町                      | 坂ノ市町                     | 坂ノ市町                    | 昭和38年3月10日 大分市 | 大分市                      | 大分市 |
| 海 部 郡 | 市村                  | 市村                  | 市村                    | 市村                       | 市村                         | 明治40年7月1日 佐賀市村       | 大正9年1月1日 町制改称 坂ノ市町 | 昭和16年11月3日 坂ノ市町            | 坂ノ市町                       | 坂ノ市町                       | 坂ノ市町                      | 坂ノ市町                     | 坂ノ市町                    | 昭和38年3月10日 大分市 | 大分市                      | 大分市 |
| 海 部 郡 | 蔵掛村                |                       | 市村                    | 市村                       | 市村                         | 明治40年7月1日 佐賀市村       | 大正9年1月1日 町制改称 坂ノ市町 | 昭和16年11月3日 坂ノ市町            | 坂ノ市町                       | 坂ノ市町                       | 坂ノ市町                      | 坂ノ市町                     | 坂ノ市町                    | 昭和38年3月10日 大分市 | 大分市                      | 大分市 |
| 海 部 郡 | 木田村                | 木田村                | 木田村                  | 市村                       | 市村                         | 明治40年7月1日 佐賀市村       | 大正9年1月1日 町制改称 坂ノ市町 | 昭和16年11月3日 坂ノ市町            | 坂ノ市町                       | 坂ノ市町                       | 坂ノ市町                      | 坂ノ市町                     | 坂ノ市町                    | 昭和38年3月10日 大分市 | 大分市                      | 大分市 |
| 海 部 郡 | 由迫村                |                       | 木田村                  | 市村                       | 市村                         | 明治40年7月1日 佐賀市村       | 大正9年1月1日 町制改称 坂ノ市町 | 昭和16年11月3日 坂ノ市町            | 坂ノ市町                       | 坂ノ市町                       | 坂ノ市町                      | 坂ノ市町                     | 坂ノ市町                    | 昭和38年3月10日 大分市 | 大分市                      | 大分市 |
| 海 部 郡 | 江子村                |                       | 木田村                  | 市村                       | 市村                         | 明治40年7月1日 佐賀市村       | 大正9年1月1日 町制改称 坂ノ市町 | 昭和16年11月3日 坂ノ市町            | 坂ノ市町                       | 坂ノ市町                       | 坂ノ市町                      | 坂ノ市町                     | 坂ノ市町                    | 昭和38年3月10日 大分市 | 大分市                      | 大分市 |
| 海 部 郡 | 岡村（岡組）          | 岡村（岡組）          | 丹生村                  | 丹生村                     | 丹生村                       | 丹生村                        | 丹生村                          | 昭和16年11月3日 坂ノ市町            | 坂ノ市町                       | 坂ノ市町                       | 坂ノ市町                      | 坂ノ市町                     | 坂ノ市町                    | 昭和38年3月10日 大分市 | 大分市                      | 大分市 |
| 海 部 郡 | 誓願寺村              |                       | 丹生村                  | 丹生村                     | 丹生村                       | 丹生村                        | 丹生村                          | 昭和16年11月3日 坂ノ市町            | 坂ノ市町                       | 坂ノ市町                       | 坂ノ市町                      | 坂ノ市町                     | 坂ノ市町                    | 昭和38年3月10日 大分市 | 大分市                      | 大分市 |
| 海 部 郡 | 上久所村              | 上久所村              | 上久所村                | 丹生村                     | 丹生村                       | 丹生村                        | 丹生村                          | 昭和16年11月3日 坂ノ市町            | 坂ノ市町                       | 坂ノ市町                       | 坂ノ市町                      | 坂ノ市町                     | 坂ノ市町                    | 昭和38年3月10日 大分市 | 大分市                      | 大分市 |
| 海 部 郡 | 下久所村              | 下久所村              | 下久所村                | 丹生村                     | 丹生村                       | 丹生村                        | 丹生村                          | 昭和16年11月3日 坂ノ市町            | 坂ノ市町                       | 坂ノ市町                       | 坂ノ市町                      | 坂ノ市町                     | 坂ノ市町                    | 昭和38年3月10日 大分市 | 大分市                      | 大分市 |
| 海 部 郡 | 原村（丹生原組）      | 原村（丹生原組）      | 原村                    | 丹生村                     | 丹生村                       | 丹生村                        | 丹生村                          | 昭和16年11月3日 坂ノ市町            | 坂ノ市町                       | 坂ノ市町                       | 坂ノ市町                      | 坂ノ市町                     | 坂ノ市町                    | 昭和38年3月10日 大分市 | 大分市                      | 大分市 |
| 海 部 郡 | 久土村                | 久土村                | 久土村                  | 丹生村                     | 丹生村                       | 丹生村                        | 丹生村                          | 昭和16年11月3日 坂ノ市町            | 坂ノ市町                       | 坂ノ市町                       | 坂ノ市町                      | 坂ノ市町                     | 坂ノ市町                    | 昭和38年3月10日 大分市 | 大分市                      | 大分市 |
| 海 部 郡 | 一木村                | 一木村                | 一木村                  | 丹生村                     | 丹生村                       | 丹生村                        | 丹生村                          | 昭和16年11月3日 坂ノ市町            | 坂ノ市町                       | 坂ノ市町                       | 坂ノ市町                      | 坂ノ市町                     | 坂ノ市町                    | 昭和38年3月10日 大分市 | 大分市                      | 大分市 |
| 海 部 郡 | 屋山村                | 屋山村                | 屋山村                  | 小佐井村                   | 小佐井村                     | 小佐井村                      | 小佐井村                        | 昭和16年11月3日 坂ノ市町            | 坂ノ市町                       | 坂ノ市町                       | 坂ノ市町                      | 坂ノ市町                     | 坂ノ市町                    | 昭和38年3月10日 大分市 | 大分市                      | 大分市 |
| 海 部 郡 | 市尾村                | 市尾村                | 市尾村                  | 小佐井村                   | 小佐井村                     | 小佐井村                      | 小佐井村                        | 昭和16年11月3日 坂ノ市町            | 坂ノ市町                       | 坂ノ市町                       | 坂ノ市町                      | 坂ノ市町                     | 坂ノ市町                    | 昭和38年3月10日 大分市 | 大分市                      | 大分市 |
| 海 部 郡 | 里村                  | 里村                  | 里村                    | 小佐井村                   | 小佐井村                     | 小佐井村                      | 小佐井村                        | 昭和16年11月3日 坂ノ市町            | 坂ノ市町                       | 坂ノ市町                       | 坂ノ市町                      | 坂ノ市町                     | 坂ノ市町                    | 昭和38年3月10日 大分市 | 大分市                      | 大分市 |
| 大 分 郡 | 稙田市村              | 稙田市村              | 市村                    | 稙田村 の大部分            | 稙田村の大部分               | 明治40年4月1日 稙田村の大部分 | 明治40年4月1日 稙田村の大部分   | 稙田村の大部分                      | 稙田村の大部分                 | 稙田村の大部分                 | 昭和30年2月1日 大分村の大部分 | 昭和32年4月1日 町制 大分町   | 大分町                      | 昭和38年3月10日 大分市 | 大分市                      | 大分市 |
| 大 分 郡 | 世利村                |                       | 市村                    | 稙田村 の大部分            | 稙田村の大部分               | 明治40年4月1日 稙田村の大部分 | 明治40年4月1日 稙田村の大部分   | 稙田村の大部分                      | 稙田村の大部分                 | 稙田村の大部分                 | 昭和30年2月1日 大分村の大部分 | 昭和32年4月1日 町制 大分町   | 大分町                      | 昭和38年3月10日 大分市 | 大分市                      | 大分市 |
| 大 分 郡 | 雄城村                | 雄城村                | 玉沢村                  | 稙田村 の大部分            | 稙田村の大部分               | 明治40年4月1日 稙田村の大部分 | 明治40年4月1日 稙田村の大部分   | 稙田村の大部分                      | 稙田村の大部分                 | 稙田村の大部分                 | 昭和30年2月1日 大分村の大部分 | 昭和32年4月1日 町制 大分町   | 大分町                      | 昭和38年3月10日 大分市 | 大分市                      | 大分市 |
| 大 分 郡 | 粟野村                |                       | 玉沢村                  | 稙田村 の大部分            | 稙田村の大部分               | 明治40年4月1日 稙田村の大部分 | 明治40年4月1日 稙田村の大部分   | 稙田村の大部分                      | 稙田村の大部分                 | 稙田村の大部分                 | 昭和30年2月1日 大分村の大部分 | 昭和32年4月1日 町制 大分町   | 大分町                      | 昭和38年3月10日 大分市 | 大分市                      | 大分市 |
| 大 分 郡 | 桑本村                |                       | 玉沢村                  | 稙田村 の大部分            | 稙田村の大部分               | 明治40年4月1日 稙田村の大部分 | 明治40年4月1日 稙田村の大部分   | 稙田村の大部分                      | 稙田村の大部分                 | 稙田村の大部分                 | 昭和30年2月1日 大分村の大部分 | 昭和32年4月1日 町制 大分町   | 大分町                      | 昭和38年3月10日 大分市 | 大分市                      | 大分市 |
| 大 分 郡 | 木上村                | 木上村                | 木上村                  | 稙田村 の大部分            | 稙田村の大部分               | 明治40年4月1日 稙田村の大部分 | 明治40年4月1日 稙田村の大部分   | 稙田村の大部分                      | 稙田村の大部分                 | 稙田村の大部分                 | 昭和30年2月1日 大分村の大部分 | 昭和32年4月1日 町制 大分町   | 大分町                      | 昭和38年3月10日 大分市 | 大分市                      | 大分市 |
| 大 分 郡 | 口戸村                | 口戸村                | 口戸村                  | 稙田村 の大部分            | 稙田村の大部分               | 明治40年4月1日 稙田村の大部分 | 明治40年4月1日 稙田村の大部分   | 稙田村の大部分                      | 稙田村の大部分                 | 稙田村の大部分                 | 昭和30年2月1日 大分村の大部分 | 昭和32年4月1日 町制 大分町   | 大分町                      | 昭和38年3月10日 大分市 | 大分市                      | 大分市 |
| 大 分 郡 | 上宗方村              | 上宗方村              | 上宗方村                | 稙田村 の大部分            | 稙田村の大部分               | 明治40年4月1日 稙田村の大部分 | 明治40年4月1日 稙田村の大部分   | 稙田村の大部分                      | 稙田村の大部分                 | 稙田村の大部分                 | 昭和30年2月1日 大分村の大部分 | 昭和32年4月1日 町制 大分町   | 大分町                      | 昭和38年3月10日 大分市 | 大分市                      | 大分市 |
| 大 分 郡 | 下宗方村              | 下宗方村              | 下宗方村                | 稙田村 の大部分            | 稙田村の大部分               | 明治40年4月1日 稙田村の大部分 | 明治40年4月1日 稙田村の大部分   | 稙田村の大部分                      | 稙田村の大部分                 | 稙田村の大部分                 | 昭和30年2月1日 大分村の大部分 | 昭和32年4月1日 町制 大分町   | 大分町                      | 昭和38年3月10日 大分市 | 大分市                      | 大分市 |
| 大 分 郡 | 八幡田村              |                       | 下宗方村                | 稙田村 の大部分            | 稙田村の大部分               | 明治40年4月1日 稙田村の大部分 | 明治40年4月1日 稙田村の大部分   | 稙田村の大部分                      | 稙田村の大部分                 | 稙田村の大部分                 | 昭和30年2月1日 大分村の大部分 | 昭和32年4月1日 町制 大分町   | 大分町                      | 昭和38年3月10日 大分市 | 大分市                      | 大分市 |
| 大 分 郡 | 小野津留村            | 小野津留村            | 小野津留村              | 西稙田村                   | 西稙田村                     | 明治40年4月1日 稙田村の大部分 | 明治40年4月1日 稙田村の大部分   | 稙田村の大部分                      | 稙田村の大部分                 | 稙田村の大部分                 | 昭和30年2月1日 大分村の大部分 | 昭和32年4月1日 町制 大分町   | 大分町                      | 昭和38年3月10日 大分市 | 大分市                      | 大分市 |
| 大 分 郡 | 田原村                | 田原村                | 田原村                  | 西稙田村                   | 西稙田村                     | 明治40年4月1日 稙田村の大部分 | 明治40年4月1日 稙田村の大部分   | 稙田村の大部分                      | 稙田村の大部分                 | 稙田村の大部分                 | 昭和30年2月1日 大分村の大部分 | 昭和32年4月1日 町制 大分町   | 大分町                      | 昭和38年3月10日 大分市 | 大分市                      | 大分市 |
| 大 分 郡 | 横瀬村                | 横瀬村                | 横瀬村                  | 西稙田村                   | 西稙田村                     | 明治40年4月1日 稙田村の大部分 | 明治40年4月1日 稙田村の大部分   | 稙田村の大部分                      | 稙田村の大部分                 | 稙田村の大部分                 | 昭和30年2月1日 大分村の大部分 | 昭和32年4月1日 町制 大分町   | 大分町                      | 昭和38年3月10日 大分市 | 大分市                      | 大分市 |
| 大 分 郡 | 鬼崎村                | 一部                  | 鬼崎村                  | 西稙田村                   | 西稙田村                     | 明治40年4月1日 稙田村の大部分 | 明治40年4月1日 稙田村の大部分   | 稙田村の大部分                      | 稙田村の大部分                 | 稙田村の大部分                 | 昭和30年2月1日 大分村の大部分 | 昭和32年4月1日 町制 大分町   | 大分町                      | 昭和38年3月10日 大分市 | 大分市                      | 大分市 |
| 大 分 郡 | 田野小野村            | 一部                  | 鬼崎村                  | 西稙田村                   | 西稙田村                     | 明治40年4月1日 稙田村の大部分 | 明治40年4月1日 稙田村の大部分   | 稙田村の大部分                      | 稙田村の大部分                 | 稙田村の大部分                 | 昭和30年2月1日 大分村の大部分 | 昭和32年4月1日 町制 大分町   | 大分町                      | 昭和38年3月10日 大分市 | 大分市                      | 大分市 |
| 大 分 郡 | 光吉村                | 光吉村                | 光吉村                  | 東稙田村                   | 東稙田村                     | 東稙田村                      | 東稙田村                        | 東稙田村                            | 東稙田村                       | 東稙田村                       | 昭和30年2月1日 大分村の大部分 | 昭和32年4月1日 町制 大分町   | 大分町                      | 昭和38年3月10日 大分市 | 大分市                      | 大分市 |
| 大 分 郡 | 秋岡村                | 秋岡村                | 岡川村                  | 東稙田村                   | 東稙田村                     | 東稙田村                      | 東稙田村                        | 東稙田村                            | 東稙田村                       | 東稙田村                       | 昭和30年2月1日 大分村の大部分 | 昭和32年4月1日 町制 大分町   | 大分町                      | 昭和38年3月10日 大分市 | 大分市                      | 大分市 |
| 大 分 郡 | 石川村                |                       | 岡川村                  | 東稙田村                   | 東稙田村                     | 東稙田村                      | 東稙田村                        | 東稙田村                            | 東稙田村                       | 東稙田村                       | 昭和30年2月1日 大分村の大部分 | 昭和32年4月1日 町制 大分町   | 大分町                      | 昭和38年3月10日 大分市 | 大分市                      | 大分市 |
| 大 分 郡 | 高城村（延岡領）      | 高城村（延岡領）      | 高瀬村                  | 東稙田村                   | 東稙田村                     | 東稙田村                      | 東稙田村                        | 東稙田村                            | 東稙田村                       | 東稙田村                       | 昭和30年2月1日 大分村の大部分 | 昭和32年4月1日 町制 大分町   | 大分町                      | 昭和38年3月10日 大分市 | 大分市                      | 大分市 |
| 大 分 郡 | 仲村                  |                       | 高瀬村                  | 東稙田村                   | 東稙田村                     | 東稙田村                      | 東稙田村                        | 東稙田村                            | 東稙田村                       | 東稙田村                       | 昭和30年2月1日 大分村の大部分 | 昭和32年4月1日 町制 大分町   | 大分町                      | 昭和38年3月10日 大分市 | 大分市                      | 大分市 |
| 大 分 郡 | 鴛野村                | 鴛野村                | 鴛野村                  | 東稙田村                   | 東稙田村                     | 東稙田村                      | 東稙田村                        | 東稙田村                            | 東稙田村                       | 東稙田村                       | 昭和30年2月1日 大分村の大部分 | 昭和32年4月1日 町制 大分町   | 大分町                      | 昭和38年3月10日 大分市 | 大分市                      | 大分市 |
| 大 分 郡 | 寒田村                | 寒田村                | 寒田村                  | 東稙田村                   | 東稙田村                     | 東稙田村                      | 東稙田村                        | 東稙田村                            | 東稙田村                       | 東稙田村                       | 昭和30年2月1日 大分村の大部分 | 昭和32年4月1日 町制 大分町   | 大分町                      | 昭和38年3月10日 大分市 | 大分市                      | 大分市 |
| 大 分 郡 | 田尻村                | 田尻村                | 田尻村                  | 東稙田村                   | 東稙田村                     | 東稙田村                      | 東稙田村                        | 東稙田村                            | 東稙田村                       | 東稙田村                       | 昭和30年2月1日 大分村の大部分 | 昭和32年4月1日 町制 大分町   | 大分町                      | 昭和38年3月10日 大分市 | 大分市                      | 大分市 |
| 大 分 郡 | 宮崎村                | 宮崎村                | 宮崎村                  | 東稙田村                   | 東稙田村                     | 東稙田村                      | 東稙田村                        | 東稙田村                            | 東稙田村                       | 東稙田村                       | 昭和30年2月1日 大分村の大部分 | 昭和32年4月1日 町制 大分町   | 大分町                      | 昭和38年3月10日 大分市 | 大分市                      | 大分市 |
| 大 分 郡 | 旦野原村              | 一部を除く            | 旦野原村                | 東稙田村                   | 東稙田村                     | 東稙田村                      | 東稙田村                        | 東稙田村                            | 東稙田村                       | 東稙田村                       | 昭和30年2月1日 大分村の大部分 | 昭和32年4月1日 町制 大分町   | 大分町                      | 昭和38年3月10日 大分市 | 大分市                      | 大分市 |
| 大 分 郡 | 旦野原村              | 一部                  | 旦野原村                | 東稙田村                   | 東稙田村                     | 東稙田村                      | 東稙田村                        | 東稙田村                            | 東稙田村                       | 東稙田村                       | 昭和30年1月1日 大分市に編入   | 大分市                       | 大分市                      | 昭和38年3月10日 大分市 | 大分市                      | 大分市 |
| 大 分 郡 | 賀来村                | 一部                  | 賀来村                  | 賀来村                     | 賀来村                       | 賀来村                        | 賀来村                          | 賀来村                              | 賀来村                         | 賀来村                         | 昭和30年1月1日 大分市に編入   | 大分市                       | 大分市                      | 昭和38年3月10日 大分市 | 大分市                      | 大分市 |
| 大 分 郡 | 賀来村                | 一部を除く            | 賀来村                  | 賀来村                     | 賀来村                       | 賀来村                        | 賀来村                          | 賀来村                              | 賀来村                         | 賀来村                         | 昭和30年2月1日 大分村の大部分 | 昭和32年4月1日 町制 大分町   | 大分町                      | 昭和38年3月10日 大分市 | 大分市                      | 大分市 |
| 大 分 郡 | 中尾村 （府内領里郷） | 中尾村 （府内領里郷） | 中尾村                  | 賀来村                     | 賀来村                       | 賀来村                        | 賀来村                          | 賀来村                              | 賀来村                         | 賀来村                         | 昭和30年2月1日 大分村の大部分 | 昭和32年4月1日 町制 大分町   | 大分町                      | 昭和38年3月10日 大分市 | 大分市                      | 大分市 |
| 大 分 郡 | 野田村                | 野田村                | 野田村                  | 賀来村                     | 賀来村                       | 賀来村                        | 賀来村                          | 賀来村                              | 賀来村                         | 賀来村                         | 昭和30年2月1日 大分村の大部分 | 昭和32年4月1日 町制 大分町   | 大分町                      | 昭和38年3月10日 大分市 | 大分市                      | 大分市 |
| 大 分 郡 | 国分村                | 国分村                | 国分村                  | 賀来村                     | 賀来村                       | 賀来村                        | 賀来村                          | 賀来村                              | 賀来村                         | 賀来村                         | 昭和30年2月1日 大分村の大部分 | 昭和32年4月1日 町制 大分町   | 大分町                      | 昭和38年3月10日 大分市 | 大分市                      | 大分市 |
| 大 分 郡 | 平横瀬村              | 平横瀬村              | 平横瀬村                | 賀来村                     | 賀来村                       | 賀来村                        | 賀来村                          | 賀来村                              | 賀来村                         | 賀来村                         | 昭和30年2月1日 大分村の大部分 | 昭和32年4月1日 町制 大分町   | 大分町                      | 昭和38年3月10日 大分市 | 大分市                      | 大分市 |
| 大 分 郡 | 廻淵村                | 一部                  | 廻栖野村                | 野津原村                   | 野津原村                     | 明治40年4月1日 野津原村       | 明治40年4月1日 野津原村         | 野津原村                            | 野津原村                       | 野津原村                       | 昭和30年3月31日 野津原村      | 昭和34年2月1日 町制 野津原町 | 昭和35年2月1日 大分町に編入 | 昭和38年3月10日 大分市 | 大分市                      | 大分市 |
| 大 分 郡 | 廻淵村                | 一部                  | 廻栖野村                | 野津原村                   | 野津原村                     | 明治40年4月1日 野津原村       | 明治40年4月1日 野津原村         | 野津原村                            | 野津原村                       | 野津原村                       | 昭和30年3月31日 野津原村      | 昭和34年2月1日 町制 野津原町 | 野津原町                    | 野津原町               | 平成17年1月1日 大分市に編入 | 大分市 |
| 大 分 郡 | 塚野村                | 一部                  | 廻栖野村                | 野津原村                   | 野津原村                     | 明治40年4月1日 野津原村       | 明治40年4月1日 野津原村         | 野津原村                            | 野津原村                       | 野津原村                       | 昭和30年3月31日 野津原村      | 昭和34年2月1日 町制 野津原町 | 野津原町                    | 野津原町               | 平成17年1月1日 大分市に編入 | 大分市 |
| 大 分 郡 | 塚野村                | 一部                  | 廻栖野村                | 野津原村                   | 野津原村                     | 明治40年4月1日 野津原村       | 明治40年4月1日 野津原村         | 野津原村                            | 野津原村                       | 野津原村                       | 昭和30年3月31日 野津原村      | 昭和34年2月1日 町制 野津原町 | 昭和35年2月1日 大分町に編入 | 昭和38年3月10日 大分市 | 大分市                      | 大分市 |
| 大 分 郡 | 胡麻鶴村              | 一部                  | 廻栖野村                | 野津原村                   | 野津原村                     | 明治40年4月1日 野津原村       | 明治40年4月1日 野津原村         | 野津原村                            | 野津原村                       | 野津原村                       | 昭和30年3月31日 野津原村      | 昭和34年2月1日 町制 野津原町 | 昭和35年2月1日 大分町に編入 | 昭和38年3月10日 大分市 | 大分市                      | 大分市 |
| 大 分 郡 | 胡麻鶴村              | 一部                  | 廻栖野村                | 野津原村                   | 野津原村                     | 明治40年4月1日 野津原村       | 明治40年4月1日 野津原村         | 野津原村                            | 野津原村                       | 野津原村                       | 昭和30年3月31日 野津原村      | 昭和34年2月1日 町制 野津原町 | 野津原町                    | 野津原町               | 平成17年1月1日 大分市に編入 | 大分市 |
| 大 分 郡 | 野津原村              | 野津原村              | 野津原村                | 野津原村                   | 野津原村                     | 明治40年4月1日 野津原村       | 明治40年4月1日 野津原村         | 野津原村                            | 野津原村                       | 野津原村                       | 昭和30年3月31日 野津原村      | 昭和34年2月1日 町制 野津原町 | 野津原町                    | 野津原町               | 平成17年1月1日 大分市に編入 | 大分市 |
| 大 分 郡 | 恵良村                |                       | 野津原村                | 野津原村                   | 野津原村                     | 明治40年4月1日 野津原村       | 明治40年4月1日 野津原村         | 野津原村                            | 野津原村                       | 野津原村                       | 昭和30年3月31日 野津原村      | 昭和34年2月1日 町制 野津原町 | 野津原町                    | 野津原町               | 平成17年1月1日 大分市に編入 | 大分市 |
| 大 分 郡 | 福宗村                | 福宗村                | 福宗村                  | 野津原村                   | 野津原村                     | 明治40年4月1日 野津原村       | 明治40年4月1日 野津原村         | 野津原村                            | 野津原村                       | 野津原村                       | 昭和30年3月31日 野津原村      | 昭和34年2月1日 町制 野津原町 | 野津原町                    | 野津原町               | 平成17年1月1日 大分市に編入 | 大分市 |
| 大 分 郡 | 入蔵村                | 入蔵村                | 入蔵村                  | 野津原村                   | 野津原村                     | 明治40年4月1日 野津原村       | 明治40年4月1日 野津原村         | 野津原村                            | 野津原村                       | 野津原村                       | 昭和30年3月31日 野津原村      | 昭和34年2月1日 町制 野津原町 | 野津原町                    | 野津原町               | 平成17年1月1日 大分市に編入 | 大分市 |
| 大 分 郡 | 吉熊村                |                       | 入蔵村                  | 野津原村                   | 野津原村                     | 明治40年4月1日 野津原村       | 明治40年4月1日 野津原村         | 野津原村                            | 野津原村                       | 野津原村                       | 昭和30年3月31日 野津原村      | 昭和34年2月1日 町制 野津原町 | 野津原町                    | 野津原町               | 平成17年1月1日 大分市に編入 | 大分市 |
| 大 分 郡 | 辻原村                | 辻原村                | 辻原村                  | 諏訪村                     | 諏訪村                       | 明治40年4月1日 野津原村       | 明治40年4月1日 野津原村         | 野津原村                            | 野津原村                       | 野津原村                       | 昭和30年3月31日 野津原村      | 昭和34年2月1日 町制 野津原町 | 野津原町                    | 野津原町               | 平成17年1月1日 大分市に編入 | 大分市 |
| 大 分 郡 | 岡蔵村                |                       | 辻原村                  | 諏訪村                     | 諏訪村                       | 明治40年4月1日 野津原村       | 明治40年4月1日 野津原村         | 野津原村                            | 野津原村                       | 野津原村                       | 昭和30年3月31日 野津原村      | 昭和34年2月1日 町制 野津原町 | 野津原町                    | 野津原町               | 平成17年1月1日 大分市に編入 | 大分市 |
| 大 分 郡 | 竹内村                | 竹内村                | 竹矢村                  | 諏訪村                     | 諏訪村                       | 明治40年4月1日 野津原村       | 明治40年4月1日 野津原村         | 野津原村                            | 野津原村                       | 野津原村                       | 昭和30年3月31日 野津原村      | 昭和34年2月1日 町制 野津原町 | 野津原町                    | 野津原町               | 平成17年1月1日 大分市に編入 | 大分市 |
| 大 分 郡 | 矢野原村              |                       | 竹矢村                  | 諏訪村                     | 諏訪村                       | 明治40年4月1日 野津原村       | 明治40年4月1日 野津原村         | 野津原村                            | 野津原村                       | 野津原村                       | 昭和30年3月31日 野津原村      | 昭和34年2月1日 町制 野津原町 | 野津原町                    | 野津原町               | 平成17年1月1日 大分市に編入 | 大分市 |
| 大 分 郡 | 下詰村                | 下詰村                | 下原村                  | 諏訪村                     | 諏訪村                       | 明治40年4月1日 野津原村       | 明治40年4月1日 野津原村         | 野津原村                            | 野津原村                       | 野津原村                       | 昭和30年3月31日 野津原村      | 昭和34年2月1日 町制 野津原町 | 野津原町                    | 野津原町               | 平成17年1月1日 大分市に編入 | 大分市 |
| 大 分 郡 | 原村（熊本領）        |                       | 下原村                  | 諏訪村                     | 諏訪村                       | 明治40年4月1日 野津原村       | 明治40年4月1日 野津原村         | 野津原村                            | 野津原村                       | 野津原村                       | 昭和30年3月31日 野津原村      | 昭和34年2月1日 町制 野津原町 | 野津原町                    | 野津原町               | 平成17年1月1日 大分市に編入 | 大分市 |
| 大 分 郡 | 上詰村                | 上詰村                | 上詰村                  | 諏訪村                     | 諏訪村                       | 明治40年4月1日 野津原村       | 明治40年4月1日 野津原村         | 野津原村                            | 野津原村                       | 野津原村                       | 昭和30年3月31日 野津原村      | 昭和34年2月1日 町制 野津原町 | 野津原町                    | 野津原町               | 平成17年1月1日 大分市に編入 | 大分市 |
| 大 分 郡 | 太田村                | 太田村                | 太田村                  | 諏訪村                     | 諏訪村                       | 明治40年4月1日 野津原村       | 明治40年4月1日 野津原村         | 野津原村                            | 野津原村                       | 野津原村                       | 昭和30年3月31日 野津原村      | 昭和34年2月1日 町制 野津原町 | 野津原町                    | 野津原町               | 平成17年1月1日 大分市に編入 | 大分市 |
| 大 分 郡 | 今畑村                |                       | 太田村                  | 諏訪村                     | 諏訪村                       | 明治40年4月1日 野津原村       | 明治40年4月1日 野津原村         | 野津原村                            | 野津原村                       | 野津原村                       | 昭和30年3月31日 野津原村      | 昭和34年2月1日 町制 野津原町 | 野津原町                    | 野津原町               | 平成17年1月1日 大分市に編入 | 大分市 |
| 直 入 郡 | 今市村                | 今市村                | 今市村                  | 大野郡 今市村              | 今市村                       | 今市村                        | 今市村                          | 今市村                              | 昭和25年1月1日 所属変更 大分郡 | 昭和25年1月1日 所属変更 大分郡 | 昭和30年3月31日 野津原村      | 昭和34年2月1日 町制 野津原町 | 野津原町                    | 野津原町               | 平成17年1月1日 大分市に編入 | 大分市 |
| 直 入 郡 | 石合村                |                       | 今市村                  | 大野郡 今市村              | 今市村                       | 今市村                        | 今市村                          | 今市村                              | 昭和25年1月1日 所属変更 大分郡 | 昭和25年1月1日 所属変更 大分郡 | 昭和30年3月31日 野津原村      | 昭和34年2月1日 町制 野津原町 | 野津原町                    | 野津原町               | 平成17年1月1日 大分市に編入 | 大分市 |
| 直 入 郡 | 山中村（朽網郷）      |                       | 今市村                  | 大野郡 今市村              | 今市村                       | 今市村                        | 今市村                          | 今市村                              | 昭和25年1月1日 所属変更 大分郡 | 昭和25年1月1日 所属変更 大分郡 | 昭和30年3月31日 野津原村      | 昭和34年2月1日 町制 野津原町 | 野津原町                    | 野津原町               | 平成17年1月1日 大分市に編入 | 大分市 |
| 直 入 郡 | 練ヶ迫村              |                       | 今市村                  | 大野郡 今市村              | 今市村                       | 今市村                        | 今市村                          | 今市村                              | 昭和25年1月1日 所属変更 大分郡 | 昭和25年1月1日 所属変更 大分郡 | 昭和30年3月31日 野津原村      | 昭和34年2月1日 町制 野津原町 | 野津原町                    | 野津原町               | 平成17年1月1日 大分市に編入 | 大分市 |
| 大 野 郡 | 杵ヶ原村              | 杵ヶ原村              | 荷尾杵村                | 大野郡 今市村              | 今市村                       | 今市村                        | 今市村                          | 今市村                              | 昭和25年1月1日 所属変更 大分郡 | 昭和25年1月1日 所属変更 大分郡 | 昭和30年3月31日 野津原村      | 昭和34年2月1日 町制 野津原町 | 野津原町                    | 野津原町               | 平成17年1月1日 大分市に編入 | 大分市 |
| 大 野 郡 | 尾原村                |                       | 荷尾杵村                | 大野郡 今市村              | 今市村                       | 今市村                        | 今市村                          | 今市村                              | 昭和25年1月1日 所属変更 大分郡 | 昭和25年1月1日 所属変更 大分郡 | 昭和30年3月31日 野津原村      | 昭和34年2月1日 町制 野津原町 | 野津原町                    | 野津原町               | 平成17年1月1日 大分市に編入 | 大分市 |
| 大 野 郡 | 荷小野村              |                       | 荷尾杵村                | 大野郡 今市村              | 今市村                       | 今市村                        | 今市村                          | 今市村                              | 昭和25年1月1日 所属変更 大分郡 | 昭和25年1月1日 所属変更 大分郡 | 昭和30年3月31日 野津原村      | 昭和34年2月1日 町制 野津原町 | 野津原町                    | 野津原町               | 平成17年1月1日 大分市に編入 | 大分市 |
| 大 野 郡 | 高沢村                | 高沢村                | 高原村                  | 大野郡 今市村              | 今市村                       | 今市村                        | 今市村                          | 今市村                              | 昭和25年1月1日 所属変更 大分郡 | 昭和25年1月1日 所属変更 大分郡 | 昭和30年3月31日 野津原村      | 昭和34年2月1日 町制 野津原町 | 野津原町                    | 野津原町               | 平成17年1月1日 大分市に編入 | 大分市 |
| 大 野 郡 | 小原村（藤北郷）      |                       | 高原村                  | 大野郡 今市村              | 今市村                       | 今市村                        | 今市村                          | 今市村                              | 昭和25年1月1日 所属変更 大分郡 | 昭和25年1月1日 所属変更 大分郡 | 昭和30年3月31日 野津原村      | 昭和34年2月1日 町制 野津原町 | 野津原町                    | 野津原町               | 平成17年1月1日 大分市に編入 | 大分市 |
| 大 野 郡 | 山峯村                | 山峯村                | 沢田村の一部            | 土師村 の一部              | 土師村の一部                 | 明治40年6月1日 東大野村の一部 | 明治40年6月1日 東大野村の一部   | 昭和3年8月1日 町制改称 大野町の一部 | 昭和22年3月1日 野津原村に編入  | 野津原村                       | 昭和30年3月31日 野津原村      | 昭和34年2月1日 町制 野津原町 | 野津原町                    | 野津原町               | 平成17年1月1日 大分市に編入 | 大分市 |
| 大 野 郡 | 沢田村                | 一部                  | 沢田村の一部            | 土師村 の一部              | 土師村の一部                 | 明治40年6月1日 東大野村の一部 | 明治40年6月1日 東大野村の一部   | 昭和3年8月1日 町制改称 大野町の一部 | 昭和22年3月1日 野津原村に編入  | 野津原村                       | 昭和30年3月31日 野津原村      | 昭和34年2月1日 町制 野津原町 | 野津原町                    | 野津原町               | 平成17年1月1日 大分市に編入 | 大分市 |
| 大 野 郡 | 安藤村                | 一部                  | 安藤村の一部            | 土師村 の一部              | 土師村の一部                 | 明治40年6月1日 東大野村の一部 | 明治40年6月1日 東大野村の一部   | 昭和3年8月1日 町制改称 大野町の一部 | 大野町の一部                   | 大野町の一部                   | 大野町の一部                  | 大野町の一部                 | 昭和38年3月5日 大南町に編入 | 昭和38年3月10日 大分市 | 大分市                      | 大分市 |
| 大 野 郡 | 黒岩村                | 一部                  | 安藤村の一部            | 土師村 の一部              | 土師村の一部                 | 明治40年6月1日 東大野村の一部 | 明治40年6月1日 東大野村の一部   | 昭和3年8月1日 町制改称 大野町の一部 | 大野町の一部                   | 大野町の一部                   | 大野町の一部                  | 大野町の一部                 | 昭和38年3月5日 大南町に編入 | 昭和38年3月10日 大分市 | 大分市                      | 大分市 |
| 大 分 郡 | 利光村                | 利光村                | 上戸次村                | 戸次村                     | 戸次村                       | 戸次村                        | 大正10年1月1日 町制 戸次町      | 戸次町                              | 戸次町                         | 昭和29年3月31日 大南町         | 大南町                        | 大南町                       | 大南町                      | 昭和38年3月10日 大分市 | 大分市                      | 大分市 |
| 大 分 郡 | 上尾村                |                       | 上戸次村                | 戸次村                     | 戸次村                       | 戸次村                        | 大正10年1月1日 町制 戸次町      | 戸次町                              | 戸次町                         | 昭和29年3月31日 大南町         | 大南町                        | 大南町                       | 大南町                      | 昭和38年3月10日 大分市 | 大分市                      | 大分市 |
| 大 分 郡 | 大塔村                |                       | 上戸次村                | 戸次村                     | 戸次村                       | 戸次村                        | 大正10年1月1日 町制 戸次町      | 戸次町                              | 戸次町                         | 昭和29年3月31日 大南町         | 大南町                        | 大南町                       | 大南町                      | 昭和38年3月10日 大分市 | 大分市                      | 大分市 |
| 大 分 郡 | 影木村                |                       | 上戸次村                | 戸次村                     | 戸次村                       | 戸次村                        | 大正10年1月1日 町制 戸次町      | 戸次町                              | 戸次町                         | 昭和29年3月31日 大南町         | 大南町                        | 大南町                       | 大南町                      | 昭和38年3月10日 大分市 | 大分市                      | 大分市 |
| 大 分 郡 | 川原村                |                       | 上戸次村                | 戸次村                     | 戸次村                       | 戸次村                        | 大正10年1月1日 町制 戸次町      | 戸次町                              | 戸次町                         | 昭和29年3月31日 大南町         | 大南町                        | 大南町                       | 大南町                      | 昭和38年3月10日 大分市 | 大分市                      | 大分市 |
| 大 分 郡 | 嶺村                  |                       | 上戸次村                | 戸次村                     | 戸次村                       | 戸次村                        | 大正10年1月1日 町制 戸次町      | 戸次町                              | 戸次町                         | 昭和29年3月31日 大南町         | 大南町                        | 大南町                       | 大南町                      | 昭和38年3月10日 大分市 | 大分市                      | 大分市 |
| 大 分 郡 | 戸次市村              | 戸次市村              | 中戸次村                | 戸次村                     | 戸次村                       | 戸次村                        | 大正10年1月1日 町制 戸次町      | 戸次町                              | 戸次町                         | 昭和29年3月31日 大南町         | 大南町                        | 大南町                       | 大南町                      | 昭和38年3月10日 大分市 | 大分市                      | 大分市 |
| 大 分 郡 | 川床村                |                       | 中戸次村                | 戸次村                     | 戸次村                       | 戸次村                        | 大正10年1月1日 町制 戸次町      | 戸次町                              | 戸次町                         | 昭和29年3月31日 大南町         | 大南町                        | 大南町                       | 大南町                      | 昭和38年3月10日 大分市 | 大分市                      | 大分市 |
| 大 分 郡 | 佐柳村                |                       | 中戸次村                | 戸次村                     | 戸次村                       | 戸次村                        | 大正10年1月1日 町制 戸次町      | 戸次町                              | 戸次町                         | 昭和29年3月31日 大南町         | 大南町                        | 大南町                       | 大南町                      | 昭和38年3月10日 大分市 | 大分市                      | 大分市 |
| 大 分 郡 | 門前村                |                       | 中戸次村                | 戸次村                     | 戸次村                       | 戸次村                        | 大正10年1月1日 町制 戸次町      | 戸次町                              | 戸次町                         | 昭和29年3月31日 大南町         | 大南町                        | 大南町                       | 大南町                      | 昭和38年3月10日 大分市 | 大分市                      | 大分市 |
| 大 分 郡 | 大内村                | 大内村                | 下戸次村                | 戸次村                     | 戸次村                       | 戸次村                        | 大正10年1月1日 町制 戸次町      | 戸次町                              | 戸次町                         | 昭和29年3月31日 大南町         | 大南町                        | 大南町                       | 大南町                      | 昭和38年3月10日 大分市 | 大分市                      | 大分市 |
| 大 分 郡 | 小津留村              |                       | 下戸次村                | 戸次村                     | 戸次村                       | 戸次村                        | 大正10年1月1日 町制 戸次町      | 戸次町                              | 戸次町                         | 昭和29年3月31日 大南町         | 大南町                        | 大南町                       | 大南町                      | 昭和38年3月10日 大分市 | 大分市                      | 大分市 |
| 大 分 郡 | 楠木生村              |                       | 下戸次村                | 戸次村                     | 戸次村                       | 戸次村                        | 大正10年1月1日 町制 戸次町      | 戸次町                              | 戸次町                         | 昭和29年3月31日 大南町         | 大南町                        | 大南町                       | 大南町                      | 昭和38年3月10日 大分市 | 大分市                      | 大分市 |
| 大 分 郡 | 備後村                |                       | 下戸次村                | 戸次村                     | 戸次村                       | 戸次村                        | 大正10年1月1日 町制 戸次町      | 戸次町                              | 戸次町                         | 昭和29年3月31日 大南町         | 大南町                        | 大南町                       | 大南町                      | 昭和38年3月10日 大分市 | 大分市                      | 大分市 |
| 大 分 郡 | 赤仁田村              | 赤仁田村              | 上判田村                | 判田村                     | 判田村                       | 判田村                        | 判田村                          | 判田村                              | 判田村                         | 昭和29年3月31日 大南町         | 大南町                        | 大南町                       | 大南町                      | 昭和38年3月10日 大分市 | 大分市                      | 大分市 |
| 大 分 郡 | 百木村                |                       | 上判田村                | 判田村                     | 判田村                       | 判田村                        | 判田村                          | 判田村                              | 判田村                         | 昭和29年3月31日 大南町         | 大南町                        | 大南町                       | 大南町                      | 昭和38年3月10日 大分市 | 大分市                      | 大分市 |
| 大 分 郡 | 安田村                |                       | 上判田村                | 判田村                     | 判田村                       | 判田村                        | 判田村                          | 判田村                              | 判田村                         | 昭和29年3月31日 大南町         | 大南町                        | 大南町                       | 大南町                      | 昭和38年3月10日 大分市 | 大分市                      | 大分市 |
| 大 分 郡 | 住床村                |                       | 上判田村                | 判田村                     | 判田村                       | 判田村                        | 判田村                          | 判田村                              | 判田村                         | 昭和29年3月31日 大南町         | 大南町                        | 大南町                       | 大南町                      | 昭和38年3月10日 大分市 | 大分市                      | 大分市 |
| 大 分 郡 | 米良村                |                       | 上判田村                | 判田村                     | 判田村                       | 判田村                        | 判田村                          | 判田村                              | 判田村                         | 昭和29年3月31日 大南町         | 大南町                        | 大南町                       | 大南町                      | 昭和38年3月10日 大分市 | 大分市                      | 大分市 |
| 大 分 郡 | 高取村                |                       | 上判田村                | 判田村                     | 判田村                       | 判田村                        | 判田村                          | 判田村                              | 判田村                         | 昭和29年3月31日 大南町         | 大南町                        | 大南町                       | 大南町                      | 昭和38年3月10日 大分市 | 大分市                      | 大分市 |
| 大 分 郡 | 昆布刈村              | 昆布刈村              | 中判田村                | 判田村                     | 判田村                       | 判田村                        | 判田村                          | 判田村                              | 判田村                         | 昭和29年3月31日 大南町         | 大南町                        | 大南町                       | 大南町                      | 昭和38年3月10日 大分市 | 大分市                      | 大分市 |
| 大 分 郡 | 高江村                |                       | 中判田村                | 判田村                     | 判田村                       | 判田村                        | 判田村                          | 判田村                              | 判田村                         | 昭和29年3月31日 大南町         | 大南町                        | 大南町                       | 大南町                      | 昭和38年3月10日 大分市 | 大分市                      | 大分市 |
| 大 分 郡 | 上光永村              | 上光永村              | 下判田村                | 判田村                     | 判田村                       | 判田村                        | 判田村                          | 判田村                              | 判田村                         | 昭和29年3月31日 大南町         | 大南町                        | 大南町                       | 大南町                      | 昭和38年3月10日 大分市 | 大分市                      | 大分市 |
| 大 分 郡 | 下光永村              |                       | 下判田村                | 判田村                     | 判田村                       | 判田村                        | 判田村                          | 判田村                              | 判田村                         | 昭和29年3月31日 大南町         | 大南町                        | 大南町                       | 大南町                      | 昭和38年3月10日 大分市 | 大分市                      | 大分市 |
| 大 分 郡 | 原村                  | 原村                  | 明治13年 改称 吉野原村  | 吉野村                     | 吉野村                       | 吉野村                        | 吉野村                          | 吉野村                              | 吉野村                         | 昭和29年3月31日 大南町         | 大南町                        | 大南町                       | 大南町                      | 昭和38年3月10日 大分市 | 大分市                      | 大分市 |
| 大 分 郡 | 上志津留村            | 上志津留村            | 志津留村                | 吉野村                     | 吉野村                       | 吉野村                        | 吉野村                          | 吉野村                              | 吉野村                         | 昭和29年3月31日 大南町         | 大南町                        | 大南町                       | 大南町                      | 昭和38年3月10日 大分市 | 大分市                      | 大分市 |
| 大 分 郡 | 中志津留村            |                       | 志津留村                | 吉野村                     | 吉野村                       | 吉野村                        | 吉野村                          | 吉野村                              | 吉野村                         | 昭和29年3月31日 大南町         | 大南町                        | 大南町                       | 大南町                      | 昭和38年3月10日 大分市 | 大分市                      | 大分市 |
| 大 分 郡 | 下志津留村            |                       | 志津留村                | 吉野村                     | 吉野村                       | 吉野村                        | 吉野村                          | 吉野村                              | 吉野村                         | 昭和29年3月31日 大南町         | 大南町                        | 大南町                       | 大南町                      | 昭和38年3月10日 大分市 | 大分市                      | 大分市 |
| 大 分 郡 | 長畑村                |                       | 志津留村                | 吉野村                     | 吉野村                       | 吉野村                        | 吉野村                          | 吉野村                              | 吉野村                         | 昭和29年3月31日 大南町         | 大南町                        | 大南町                       | 大南町                      | 昭和38年3月10日 大分市 | 大分市                      | 大分市 |
| 大 分 郡 | 月形村                | 月形村                | 月形村                  | 吉野村                     | 吉野村                       | 吉野村                        | 吉野村                          | 吉野村                              | 吉野村                         | 昭和29年3月31日 大南町         | 大南町                        | 大南町                       | 大南町                      | 昭和38年3月10日 大分市 | 大分市                      | 大分市 |
| 大 分 郡 | 辻村                  | 辻村                  | 辻村                    | 吉野村                     | 吉野村                       | 吉野村                        | 吉野村                          | 吉野村                              | 吉野村                         | 昭和29年3月31日 大南町         | 大南町                        | 大南町                       | 大南町                      | 昭和38年3月10日 大分市 | 大分市                      | 大分市 |
| 大 分 郡 | 福良村                | 福良村                | 福良村                  | 吉野村                     | 吉野村                       | 吉野村                        | 吉野村                          | 吉野村                              | 吉野村                         | 昭和29年3月31日 大南町         | 大南町                        | 大南町                       | 大南町                      | 昭和38年3月10日 大分市 | 大分市                      | 大分市 |
| 大 分 郡 | 宮尾村                | 宮尾村                | 宮尾村                  | 吉野村                     | 吉野村                       | 吉野村                        | 吉野村                          | 吉野村                              | 吉野村                         | 昭和29年3月31日 大南町         | 大南町                        | 大南町                       | 大南町                      | 昭和38年3月10日 大分市 | 大分市                      | 大分市 |
| 大 分 郡 | 奥村                  | 奥村                  | 奥村                    | 吉野村                     | 吉野村                       | 吉野村                        | 吉野村                          | 吉野村                              | 吉野村                         | 昭和29年3月31日 大南町         | 大南町                        | 大南町                       | 大南町                      | 昭和38年3月10日 大分市 | 大分市                      | 大分市 |
| 大 分 郡 | 杉原村                | 杉原村                | 杉原村                  | 吉野村                     | 吉野村                       | 吉野村                        | 吉野村                          | 吉野村                              | 吉野村                         | 昭和29年3月31日 大南町         | 大南町                        | 大南町                       | 大南町                      | 昭和38年3月10日 大分市 | 大分市                      | 大分市 |
| 大 分 郡 | 萩尾村                | 萩尾村                | 萩尾村                  | 吉野村                     | 吉野村                       | 吉野村                        | 吉野村                          | 吉野村                              | 吉野村                         | 昭和29年3月31日 大南町         | 大南町                        | 大南町                       | 大南町                      | 昭和38年3月10日 大分市 | 大分市                      | 大分市 |
| 大 分 郡 | 竹中村（熊本領）      | 竹中村（熊本領）      | 竹中村                  | 竹中村                     | 竹中村                       | 明治40年4月1日 竹中村         | 明治40年4月1日 竹中村           | 竹中村                              | 竹中村                         | 昭和29年3月31日 大南町         | 大南町                        | 大南町                       | 大南町                      | 昭和38年3月10日 大分市 | 大分市                      | 大分市 |
| 大 分 郡 | 中畑村（熊本領）      |                       | 竹中村                  | 竹中村                     | 竹中村                       | 明治40年4月1日 竹中村         | 明治40年4月1日 竹中村           | 竹中村                              | 竹中村                         | 昭和29年3月31日 大南町         | 大南町                        | 大南町                       | 大南町                      | 昭和38年3月10日 大分市 | 大分市                      | 大分市 |
| 大 分 郡 | 冬田村                |                       | 竹中村                  | 竹中村                     | 竹中村                       | 明治40年4月1日 竹中村         | 明治40年4月1日 竹中村           | 竹中村                              | 竹中村                         | 昭和29年3月31日 大南町         | 大南町                        | 大南町                       | 大南町                      | 昭和38年3月10日 大分市 | 大分市                      | 大分市 |
| 大 分 郡 | 岩上村                | 岩上村                | 端登村                  | 竹中村                     | 竹中村                       | 明治40年4月1日 竹中村         | 明治40年4月1日 竹中村           | 竹中村                              | 竹中村                         | 昭和29年3月31日 大南町         | 大南町                        | 大南町                       | 大南町                      | 昭和38年3月10日 大分市 | 大分市                      | 大分市 |
| 大 分 郡 | 伊与床村              |                       | 端登村                  | 竹中村                     | 竹中村                       | 明治40年4月1日 竹中村         | 明治40年4月1日 竹中村           | 竹中村                              | 竹中村                         | 昭和29年3月31日 大南町         | 大南町                        | 大南町                       | 大南町                      | 昭和38年3月10日 大分市 | 大分市                      | 大分市 |
| 大 分 郡 | 花香村                |                       | 端登村                  | 竹中村                     | 竹中村                       | 明治40年4月1日 竹中村         | 明治40年4月1日 竹中村           | 竹中村                              | 竹中村                         | 昭和29年3月31日 大南町         | 大南町                        | 大南町                       | 大南町                      | 昭和38年3月10日 大分市 | 大分市                      | 大分市 |
| 大 分 郡 | 岩屋金村              |                       | 端登村                  | 竹中村                     | 竹中村                       | 明治40年4月1日 竹中村         | 明治40年4月1日 竹中村           | 竹中村                              | 竹中村                         | 昭和29年3月31日 大南町         | 大南町                        | 大南町                       | 大南町                      | 昭和38年3月10日 大分市 | 大分市                      | 大分市 |
| 大 分 郡 | 鳥巣村                |                       | 端登村                  | 竹中村                     | 竹中村                       | 明治40年4月1日 竹中村         | 明治40年4月1日 竹中村           | 竹中村                              | 竹中村                         | 昭和29年3月31日 大南町         | 大南町                        | 大南町                       | 大南町                      | 昭和38年3月10日 大分市 | 大分市                      | 大分市 |
| 大 分 郡 | 河原村                |                       | 端登村                  | 竹中村                     | 竹中村                       | 明治40年4月1日 竹中村         | 明治40年4月1日 竹中村           | 竹中村                              | 竹中村                         | 昭和29年3月31日 大南町         | 大南町                        | 大南町                       | 大南町                      | 昭和38年3月10日 大分市 | 大分市                      | 大分市 |
| 大 分 郡 | 三ヶ村                |                       | 端登村                  | 竹中村                     | 竹中村                       | 明治40年4月1日 竹中村         | 明治40年4月1日 竹中村           | 竹中村                              | 竹中村                         | 昭和29年3月31日 大南町         | 大南町                        | 大南町                       | 大南町                      | 昭和38年3月10日 大分市 | 大分市                      | 大分市 |
| 大 分 郡 | 高城村（熊本領）      | 高城村（熊本領）      | 河原内村                | 河原内村                   | 河原内村                     | 明治40年4月1日 竹中村         | 明治40年4月1日 竹中村           | 竹中村                              | 竹中村                         | 昭和29年3月31日 大南町         | 大南町                        | 大南町                       | 大南町                      | 昭和38年3月10日 大分市 | 大分市                      | 大分市 |
| 大 分 郡 | 中野村                |                       | 河原内村                | 河原内村                   | 河原内村                     | 明治40年4月1日 竹中村         | 明治40年4月1日 竹中村           | 竹中村                              | 竹中村                         | 昭和29年3月31日 大南町         | 大南町                        | 大南町                       | 大南町                      | 昭和38年3月10日 大分市 | 大分市                      | 大分市 |
| 大 分 郡 | 中無礼村（熊本領）    |                       | 河原内村                | 河原内村                   | 河原内村                     | 明治40年4月1日 竹中村         | 明治40年4月1日 竹中村           | 竹中村                              | 竹中村                         | 昭和29年3月31日 大南町         | 大南町                        | 大南町                       | 大南町                      | 昭和38年3月10日 大分市 | 大分市                      | 大分市 |
| 大 分 郡 | 弓立村                |                       | 河原内村                | 河原内村                   | 河原内村                     | 明治40年4月1日 竹中村         | 明治40年4月1日 竹中村           | 竹中村                              | 竹中村                         | 昭和29年3月31日 大南町         | 大南町                        | 大南町                       | 大南町                      | 昭和38年3月10日 大分市 | 大分市                      | 大分市 |
| 大 分 郡 | 石塚村                |                       | 河原内村                | 河原内村                   | 河原内村                     | 明治40年4月1日 竹中村         | 明治40年4月1日 竹中村           | 竹中村                              | 竹中村                         | 昭和29年3月31日 大南町         | 大南町                        | 大南町                       | 大南町                      | 昭和38年3月10日 大分市 | 大分市                      | 大分市 |
| 大 分 郡 | 樫原村                |                       | 河原内村                | 河原内村                   | 河原内村                     | 明治40年4月1日 竹中村         | 明治40年4月1日 竹中村           | 竹中村                              | 竹中村                         | 昭和29年3月31日 大南町         | 大南町                        | 大南町                       | 大南町                      | 昭和38年3月10日 大分市 | 大分市                      | 大分市 |
| 大 分 郡 | 小中尾村              |                       | 河原内村                | 河原内村                   | 河原内村                     | 明治40年4月1日 竹中村         | 明治40年4月1日 竹中村           | 竹中村                              | 竹中村                         | 昭和29年3月31日 大南町         | 大南町                        | 大南町                       | 大南町                      | 昭和38年3月10日 大分市 | 大分市                      | 大分市 |
| 大 分 郡 | 杢代村                |                       | 河原内村                | 河原内村                   | 河原内村                     | 明治40年4月1日 竹中村         | 明治40年4月1日 竹中村           | 竹中村                              | 竹中村                         | 昭和29年3月31日 大南町         | 大南町                        | 大南町                       | 大南町                      | 昭和38年3月10日 大分市 | 大分市                      | 大分市 |
| 大 分 郡 | 黒仁田村              |                       | 河原内村                | 河原内村                   | 河原内村                     | 明治40年4月1日 竹中村         | 明治40年4月1日 竹中村           | 竹中村                              | 竹中村                         | 昭和29年3月31日 大南町         | 大南町                        | 大南町                       | 大南町                      | 昭和38年3月10日 大分市 | 大分市                      | 大分市 |
| 大 分 郡 | 津ヶ無礼村            |                       | 河原内村                | 河原内村                   | 河原内村                     | 明治40年4月1日 竹中村         | 明治40年4月1日 竹中村           | 竹中村                              | 竹中村                         | 昭和29年3月31日 大南町         | 大南町                        | 大南町                       | 大南町                      | 昭和38年3月10日 大分市 | 大分市                      | 大分市 |
| 海 部 郡 | 関村                  | 関村                  | 関村                    | 佐賀関町                   | 佐賀関町                     | 佐賀関町                      | 佐賀関町                        | 佐賀関町                            | 佐賀関町                       | 佐賀関町                       | 昭和30年1月1日 佐賀関町       | 昭和30年1月1日 佐賀関町      | 佐賀関町                    | 佐賀関町               | 平成17年1月1日 大分市に編入 | 大分市 |
| 海 部 郡 | 古宮村                |                       | 関村                    | 佐賀関町                   | 佐賀関町                     | 佐賀関町                      | 佐賀関町                        | 佐賀関町                            | 佐賀関町                       | 佐賀関町                       | 昭和30年1月1日 佐賀関町       | 昭和30年1月1日 佐賀関町      | 佐賀関町                    | 佐賀関町               | 平成17年1月1日 大分市に編入 | 大分市 |
| 海 部 郡 | 白木村                | 白木村                | 白木村                  | 佐賀関町                   | 佐賀関町                     | 佐賀関町                      | 佐賀関町                        | 佐賀関町                            | 佐賀関町                       | 佐賀関町                       | 昭和30年1月1日 佐賀関町       | 昭和30年1月1日 佐賀関町      | 佐賀関町                    | 佐賀関町               | 平成17年1月1日 大分市に編入 | 大分市 |
| 海 部 郡 | 一尺屋村              | 一尺屋村              | 一尺屋村                | 一尺屋村                   | 一尺屋村                     | 一尺屋村                      | 一尺屋村                        | 一尺屋村                            | 一尺屋村                       | 一尺屋村                       | 昭和30年1月1日 佐賀関町       | 昭和30年1月1日 佐賀関町      | 佐賀関町                    | 佐賀関町               | 平成17年1月1日 大分市に編入 | 大分市 |
| 海 部 郡 | 田浦村                |                       | 一尺屋村                | 一尺屋村                   | 一尺屋村                     | 一尺屋村                      | 一尺屋村                        | 一尺屋村                            | 一尺屋村                       | 一尺屋村                       | 昭和30年1月1日 佐賀関町       | 昭和30年1月1日 佐賀関町      | 佐賀関町                    | 佐賀関町               | 平成17年1月1日 大分市に編入 | 大分市 |
| 海 部 郡 | 神崎村                | 神崎村                | 神崎村                  | 神馬木村                   | 神馬木村                     | 明治40年7月1日 神崎村         | 明治40年7月1日 神崎村           | 神崎村                              | 神崎村                         | 神崎村                         | 昭和30年1月1日 佐賀関町       | 昭和30年1月1日 佐賀関町      | 佐賀関町                    | 佐賀関町               | 平成17年1月1日 大分市に編入 | 大分市 |
| 海 部 郡 | 河内村                |                       | 神崎村                  | 神馬木村                   | 神馬木村                     | 明治40年7月1日 神崎村         | 明治40年7月1日 神崎村           | 神崎村                              | 神崎村                         | 神崎村                         | 昭和30年1月1日 佐賀関町       | 昭和30年1月1日 佐賀関町      | 佐賀関町                    | 佐賀関町               | 平成17年1月1日 大分市に編入 | 大分市 |
| 海 部 郡 | 馬場村                | 馬場村                | 馬場村                  | 神馬木村                   | 神馬木村                     | 明治40年7月1日 神崎村         | 明治40年7月1日 神崎村           | 神崎村                              | 神崎村                         | 神崎村                         | 昭和30年1月1日 佐賀関町       | 昭和30年1月1日 佐賀関町      | 佐賀関町                    | 佐賀関町               | 平成17年1月1日 大分市に編入 | 大分市 |
| 海 部 郡 | 中山村                |                       | 馬場村                  | 神馬木村                   | 神馬木村                     | 明治40年7月1日 神崎村         | 明治40年7月1日 神崎村           | 神崎村                              | 神崎村                         | 神崎村                         | 昭和30年1月1日 佐賀関町       | 昭和30年1月1日 佐賀関町      | 佐賀関町                    | 佐賀関町               | 平成17年1月1日 大分市に編入 | 大分市 |
| 海 部 郡 | 東木佐上村            | 東木佐上村            | 木佐上村                | 神馬木村                   | 神馬木村                     | 明治40年7月1日 神崎村         | 明治40年7月1日 神崎村           | 神崎村                              | 神崎村                         | 神崎村                         | 昭和30年1月1日 佐賀関町       | 昭和30年1月1日 佐賀関町      | 佐賀関町                    | 佐賀関町               | 平成17年1月1日 大分市に編入 | 大分市 |
| 海 部 郡 | 西木佐上村            |                       | 木佐上村                | 神馬木村                   | 神馬木村                     | 明治40年7月1日 神崎村         | 明治40年7月1日 神崎村           | 神崎村                              | 神崎村                         | 神崎村                         | 昭和30年1月1日 佐賀関町       | 昭和30年1月1日 佐賀関町      | 佐賀関町                    | 佐賀関町               | 平成17年1月1日 大分市に編入 | 大分市 |
| 海 部 郡 | 東松迫村              |                       | 木佐上村                | 神馬木村                   | 神馬木村                     | 明治40年7月1日 神崎村         | 明治40年7月1日 神崎村           | 神崎村                              | 神崎村                         | 神崎村                         | 昭和30年1月1日 佐賀関町       | 昭和30年1月1日 佐賀関町      | 佐賀関町                    | 佐賀関町               | 平成17年1月1日 大分市に編入 | 大分市 |
| 海 部 郡 | 西松迫村              |                       | 木佐上村                | 神馬木村                   | 神馬木村                     | 明治40年7月1日 神崎村         | 明治40年7月1日 神崎村           | 神崎村                              | 神崎村                         | 神崎村                         | 昭和30年1月1日 佐賀関町       | 昭和30年1月1日 佐賀関町      | 佐賀関町                    | 佐賀関町               | 平成17年1月1日 大分市に編入 | 大分市 |
| 海 部 郡 | 大平村                | 大平村                | 大平村                  | 大志生木村                 | 大志生木村                   | 明治40年7月1日 神崎村         | 明治40年7月1日 神崎村           | 神崎村                              | 神崎村                         | 神崎村                         | 昭和30年1月1日 佐賀関町       | 昭和30年1月1日 佐賀関町      | 佐賀関町                    | 佐賀関町               | 平成17年1月1日 大分市に編入 | 大分市 |
| 海 部 郡 | 大志生木村            | 大志生木村            | 志生木村                | 大志生木村                 | 大志生木村                   | 明治40年7月1日 神崎村         | 明治40年7月1日 神崎村           | 神崎村                              | 神崎村                         | 神崎村                         | 昭和30年1月1日 佐賀関町       | 昭和30年1月1日 佐賀関町      | 佐賀関町                    | 佐賀関町               | 平成17年1月1日 大分市に編入 | 大分市 |
| 海 部 郡 | 小志生木村            |                       | 志生木村                | 大志生木村                 | 大志生木村                   | 明治40年7月1日 神崎村         | 明治40年7月1日 神崎村           | 神崎村                              | 神崎村                         | 神崎村                         | 昭和30年1月1日 佐賀関町       | 昭和30年1月1日 佐賀関町      | 佐賀関町                    | 佐賀関町               | 平成17年1月1日 大分市に編入 | 大分市 |
| 海 部 郡 | 辛幸谷村              |                       | 志生木村                | 大志生木村                 | 大志生木村                   | 明治40年7月1日 神崎村         | 明治40年7月1日 神崎村           | 神崎村                              | 神崎村                         | 神崎村                         | 昭和30年1月1日 佐賀関町       | 昭和30年1月1日 佐賀関町      | 佐賀関町                    | 佐賀関町               | 平成17年1月1日 大分市に編入 | 大分市 |

## 公共機関

### 国の出先機関
警察庁
- 九州管区警察局大分県情報通信部

総務省
- 九州管区行政評価局大分行政評価事務所

法務省
- 大分地方法務局
  - 鶴崎出張所
- 九州地方更生保護委員会大分保護観察所
- 大分刑務所
- 大分少年鑑別所
- 出入国在留管理庁福岡出入国在留管理局大分出張所
- 大分地方検察庁
- 大分区検察庁

財務省
- 九州財務局大分財務事務所
- 門司税関大分税関支署
- 国税庁熊本国税局大分税務署

厚生労働省
- 大分労働局
  - 大分労働基準監督署
  - 大分公共職業安定所（ハローワーク大分）
    - OASISひろば21職業相談窓口[11]
- 福岡検疫所大分・佐賀関出張所

農林水産省
- 九州農政局大分農政事務所
- 門司植物防疫所鹿児島支所大分出張所
- 林野庁九州森林管理局大分森林管理署

国土交通省
- 九州地方整備局大分河川国道事務所
  - 大分出張所
  - 大野川出張所
  - 大分維持出張所
  - ななせダム管理庁舎
- 九州運輸局大分運輸支局
- 気象庁大分地方気象台
- 海上保安庁大分海上保安部

防衛省
- 陸上自衛隊九州補給処大分弾薬支処 (大分分屯地)
- 陸上自衛隊西部方面後方支援隊第101弾薬大隊（大分分屯地）
- 自衛隊大分地方協力本部
  - 大分募集案内所

### 裁判所
- 大分地方裁判所
- 大分家庭裁判所
- 大分簡易裁判所

### 県の行政機関
- 大分県庁（大手町3丁目）
- 中部振興局、大分県税事務所、大分土木事務所
- 大分中央警察署、大分東警察署、大分南警察署
- 大分家畜保健衛生所（小野鶴字原）[12]

## 経済
大分市の市内総生産は約1兆9千億円と、大分県の総生産の46.8%を占めている。産業別に見ると、第2次産業の総生産が31.3%と、日本全体（国内総生産）での26.2%（2015年） に比べ高い比率を占めている。
産業別総生産（カッコ内は構成比。平成24年度 大分の市町村民経済計算（大分県）より）
- 第1次産業 - 8,115百万円 （0.4%）
- 第2次産業 - 598,187百万円 （31.3%）
- 第3次産業 - 1,306,005百万円 （68.3%）

事業所数（産業（大分類）別事業所数上位5位まで。カッコ内は構成比。2014年経済センサス基礎調査より）
1. 卸売・小売業 - 5,256 （25.8%）
2. 宿泊業、飲食サービス業 - 2,541 （12.5%）
3. 建設業 - 2,001 （9.8%）
4. 生活関連サービス業、娯楽業 - 1,896 （9.3%）
5. 医療、福祉 - 1,664 （8.2%）

産業人口（産業（大分類）別就業者数上位5位まで。カッコ内は構成比。2010年国勢調査報告より）
1. 卸売・小売業 - 39,987人 （18.1%）
2. 製造業 - 27,556人 （12.5%）
3. 医療、福祉 - 27,298人 （12.4%）
4. 建設業 - 21,832人 （9.9%）
5. サービス業（他に分類されないもの） - 13,412人 （6.1%）

### 農林水産業
主要農産物生産量（2015年（平成27年））
1. 水稲 - 7,755トン
2. にら - 1,821トン
3. みつば - 649トン
4. 温州みかん - 600トン
5. おおば - 544トン

畜産物生産数（2015年度（平成27年度））
- 牛乳 - 9,023トン
- 肉豚 - 475トン
- 鶏卵 - 672トン

### 工業
1964年（昭和39年）に新産業都市の指定を受け、鉄鋼、化学、石油など基礎素材産業が進出したことにより、大分臨海工業地帯を中核に工業都市へと発展した。近年では、集積回路などの加工組立産業が進出するとともに、物流団地の整備、地域輸入促進計画のもと大分港大在コンテナターミナルが設置され、物流の拠点としても成長を続けている。2014年（平成26年）の製造品出荷額等は約3.1兆円で、全国の市町村で11位に位置する。
また、メガソーラーの進出が進んでおり、2014年（平成26年）4月末時点の太陽光発電の発電容量（10kW以上の太陽光発電設備の合計）は130,288kWで、全国の市町村で1位となっている。
製造品出荷額等（2014年（平成26年）。産業（中分類）別製造品等出荷額上位5位まで。）
1. 石油製品・石炭製品 - 74,887,039万円
2. 化学 - 60,050,403万円
3. 鉄鋼業 - 56,791,479万円
4. 非鉄金属 - 55,849,724万円
5. 電子部品・デバイス・電子回路 - 17,977,543万円

### 商業
大分駅北側には、九州では珍しい駅前型の繁華街が広がっており、大型店のほか、アーケード商店街のセントポルタ中央町及びガレリア竹町が位置している。近年、中心部の大型小売店舗が閉鎖する一方、郊外でショッピングモールが開発されている。
- 市内中心部の主要商業施設
  - トキハ本店
  - 大分オーパ - 2019年6月1日開店。
  - アミュプラザおおいた・豊後にわさき市場 - 大分駅内にある複合商業施設。
  - KCA・アクロスプラザ大分駅南
  - トキハインダストリー若草公園店
  - Dプラザ
  - フレスポ春日浦
- 郊外の主要商業施設
  - 稙田地区
    - トキハわさだタウン・トキハわさだ店
    - サンリブフリーモールわさだ（サンリブわさだ店・ハンズマンわさだ店 など）
    - メガセンタートライアルわさだ店（旧オークス稙田寿屋ショッピングセンター）

  - 明野・松岡地区
    - パークプレイス大分
    - あけのアクロスタウン
- かつて市内中心部に存在した主要商業施設[5]
  - ユニード大分店 - 現在は太陽家具が入居。
  - 長崎屋大分店→大分シャル - 1971年出店。大分シャルに業態転換後、閉店。
  - ジャスコ大分店→大分フォーラス - 1973年に大分ジャスコとして出店。1993年11月に大分フォーラスに業態転換。2017年2月26日に閉店し、2019年6月に大分オーパが開店。
  - ダイエー大分店 - 1973年出店、2000年1月11日閉店。
  - ニチイ大分店→大分サティ - 1973年出店。サティに改名後、2009年3月20日に閉店。閉店後は減築してトキハインダストリー若草公園店になった。
  - 西友大分店→大分パルコ - 1975年出店。1977年に大分パルコに業態転換。2011年1月31日に閉店。

### 市内に拠点のある主要企業

#### 市内に本社を置く主要企業

##### 建設・製造業
- 朝日ソーラー（本社）
- 梅林建設（本社） - 売上高県内24位[19]
- 江藤酸素（本社） - 売上高県内27位
- 九州乳業（本社）
- 西日本電線（本社、大分事業所） - 売上高県内18位

##### 卸売業
- アステム（本社） - 売上高県内1位
- 九州エナジー（本社、旧 大分九石販売） - 売上高県内26位
- サン・ダイコー（本社） - 売上高県内16位
- 東九州石油（本社） - 売上高県内19位

##### 小売業・飲食業
- ジョイフル（本社） - 売上高県内13位
- トキハ（本社） - 売上高県内10位
- トキハインダストリー（本社） - 売上高県内14位
- ホームインプルーブメントひろせ（本社） - 売上高県内11位
- マルショク（本社） - 売上高県内8位

##### 電気
- 大分共同火力（本社、大分共同発電所） - 売上高県内12位
- 鶴崎共同動力（本社） - 売上高県内29位

##### 情報通信業
- エフエム大分（本社）
- 大分ケーブルテレコム（本社）
- 大分ケーブルネットワーク（本社）
- 大分合同新聞（本社）
- 大分朝日放送（本社）
- 大分放送（本社）
- QTmedia（大分本社） - インターネット接続事業など
- テレビ大分（本社）
- 富士通大分ソフトウェアラボラトリ - 富士通のグループ会社

##### 金融機関
銀行
- 大分銀行（本店）
- 豊和銀行（本店）

協同組織金融機関
- 大分信用金庫（本店）
- 大分県信用組合（本店）

信販会社
- オーシー（本社） - 売上高県内7位
- 大分カード（本社） - 売上高県内21位

その他金融
- ジェイリース（本社[注釈 5]） - 登記上の本店

##### サービス
- 大分フットボールクラブ（大分トリニータ運営会社）

#### 市内に拠点事業所などのある主要企業

##### 建設・製造業
- 旭化成（大分工場）
- 旭化成メディカル（大分製造所）
- 旭化成クラレメディカル（大分製造所）
- 大分キヤノン（大分事業所）
- 大分キヤノンマテリアル（大分事業所）
- ENEOS（大分製油所） - 旧九州石油→新日本石油大分製油所
- ジャパンセミコンダクター（大分事業所）- 旧東芝大分工場。システムLSIの生産拠点。
- レゾナック（大分コンビナート） - 旧昭和電工大分コンビナート
- 住友化学（大分工場） - 農薬、薬品
- ソニーセミコンダクタマニュファクチャリング（大分テクノロジーセンター）
- 住友ファーマ（大分工場） - 薬品
- 日油（大分工場） - 製油、油脂精製
- 日本製鉄（大分製鉄所） - 第2高炉は世界最大級。
- パンパシフィック・カッパー（佐賀関製錬所） - 非鉄金属。JX金属の子会社。東洋一とも言われる大煙突がある。
- 三井E&Sマシナリー(旧三井造船)（大分事業所） - ガントリークレーン、建設用金属製品、一般機械器具
- 南日本造船（大分事業所）

##### 電気
- 九州電力（大分発電所、新大分発電所）

##### 金融機関
銀行
- みずほ銀行
- 三井住友銀行
- 伊予銀行
- 福岡銀行
- 肥後銀行
- 宮崎銀行
- 愛媛銀行
- 西日本シティ銀行
- 北九州銀行

信託銀行
- 三井住友信託銀行

政策金融機関
- 商工組合中央金庫

協同組織金融機関
- 大分みらい信用金庫
- 横浜幸銀信用組合
- 九州労働金庫

## 姉妹都市・提携都市
姉妹都市・友好都市・交流促進都市は以下の通り。

### 日本国内
- 帯広市（北海道）
  - 1966年（昭和41年）10月26日 - 「空港姉妹都市」提携[21][22]
  - 1992年（平成4年）8月 - 提携名称を「観光文化姉妹都市」に変更[22]

1966年10月26日に東亜国内航空（当時）が羽田-大分線と羽田-帯広線を同時に開設したことを機に空港姉妹都市として提携。

### 日本国外
- アヴェイロ市（ポルトガル共和国）
  - 1978年（昭和53年）10月10日 - 姉妹都市提携[23][24]

大友義鎮（宗麟）の時代からのポルトガルとの交流の縁。1977年、大分日本ポルトガル協会が設立された際に、ペドロ・マディラ・デ・アンドラーデ前駐日ポルトガル大使が仲介となり、アヴェイロ市との姉妹都市提携が進められた。
- オースティン市（アメリカ合衆国テキサス州）
  - 1990年（平成2年）10月30日 - 姉妹都市提携[23][25]

大分県とテキサス州の交流が活発であった（1985年に別府市とボーモント市が姉妹都市提携、1987年に湯布院町で第14回日本・テキサス会議開催、など）ことに加え、オースチン市と大分市が産業・文化面で類似する（半導体産業など）ことから。
- 武漢市（中国湖北省）
  - 1979年（昭和54年）9月7日 - 友好都市提携[23][27]

1974年以後、武漢鉄鋼コンビナート（武漢鋼鉄公司）の設備近代化を新日本製鐵大分製鐵所（現在の新日鐵住金大分製鐵所）が中心となって指導し、双方の技術者が往来したことが契機。
- 広州市（中国広東省）
  - 1997年（平成9年）10月9日 - 交流促進都市提携[28]

アジア太平洋都市サミットにともに参加していることが縁。

## 地域

### 人口
| |                                        |  |
| 大分市と全国の年齢別人口分布（2005年） | 大分市の年齢・男女別人口分布（2005年） |  |
| ■紫色 ― 大分市 ■緑色 ― 日本全国 | ■青色 ― 男性 ■赤色 ― 女性              |  |
| 大分市（に相当する地域）の人口の推移 \| 1970年（昭和45年） \| 289,951人 \| \| \| 1975年（昭和50年） \| 347,702人 \| \| \| 1980年（昭和55年） \| 385,635人 \| \| \| 1985年（昭和60年） \| 413,622人 \| \| \| 1990年（平成2年） \| 429,927人 \| \| \| 1995年（平成7年） \| 446,581人 \| \| \| 2000年（平成12年） \| 454,424人 \| \| \| 2005年（平成17年） \| 462,317人 \| \| \| 2010年（平成22年） \| 474,094人 \| \| \| 2015年（平成27年） \| 478,146人 \| \| \| 2020年（令和2年） \| 475,614人 \| \| |                                        |  |
| 総務省統計局 国勢調査より |                                        |  |
| 1970年（昭和45年） | 289,951人                              |  |
| 1975年（昭和50年） | 347,702人                              |  |
| 1980年（昭和55年） | 385,635人                              |  |
| 1985年（昭和60年） | 413,622人                              |  |
| 1990年（平成2年） | 429,927人                              |  |
| 1995年（平成7年） | 446,581人                              |  |
| 2000年（平成12年） | 454,424人                              |  |
| 2005年（平成17年） | 462,317人                              |  |
| 2010年（平成22年） | 474,094人                              |  |
| 2015年（平成27年） | 478,146人                              |  |
| 2020年（令和2年） | 475,614人                              |  |

県内人口占有率は2005年国勢調査で38.22%、2010年調査で39.62%、2012年2月1日付の大分県の人口推計で40%を突破するなど、顕著に集積が進んでいる。

### 教育
学校名などは基本的に五十音順。

#### 小学校
国立
- 大分大学教育学部附属小学校

公立
- 大分市立明野北小学校
- 大分市立明野西小学校
- 大分市立明野東小学校
- 大分市立荏隈小学校
- 大分市立大在小学校
- 大分市立大在西小学校
- 大分市立大志生木小学校
- 大分市立大道小学校
- 大分市立鴛野小学校
- 大分市立賀来小中学校（※小中一貫）
- 大分市立春日町小学校
- 大分市立金池小学校
- 大分市立上戸次小学校
- 大分市立川添小学校
- 大分市立木佐上小学校
- 大分市立神崎小学校
- 大分市立こうざき小学校
- 大分市立小佐井小学校
- 大分市立坂ノ市小学校
- 大分市立佐賀関小学校
- 大分市立敷戸小学校
- 大分市立下郡小学校
- 大分市立城南小学校
- 大分市立碩田学園（※義務教育学校・小中一貫）
- 大分市立寒田小学校
- 大分市立高田小学校
- 大分市立滝尾小学校
- 大分市立竹中小学校
- 大分市立田尻小学校
- 大分市立津留小学校
- 大分市立鶴崎小学校
- 大分市立長浜小学校
- 大分市立丹生小学校
- 大分市立西の台小学校
- 大分市立野津原小学校
- 大分市立判田小学校
- 大分市立日岡小学校
- 大分市立東大分小学校
- 大分市立東稙田小学校
- 大分市立戸次小学校
- 大分市立別保小学校
- 大分市立豊府小学校
- 大分市立舞鶴小学校
- 大分市立松岡小学校
- 大分市立三佐小学校
- 大分市立南大分小学校
- 大分市立宗方小学校
- 大分市立明治小学校
- 大分市立明治北小学校
- 大分市立桃園小学校
- 大分市立森岡小学校
- 大分市立八幡小学校
- 大分市立横瀬小学校
- 大分市立横瀬西小学校
- 大分市立吉野小学校
- 大分市立稙田小学校

#### 中学校
国立
- 大分大学教育学部附属中学校

県立
- 大分県立大分豊府中学校（※中高併設）

市立
- 大分市立明野中学校
- 大分市立上野ヶ丘中学校
- 大分市立大分西中学校
- 大分市立大在中学校
- 大分市立王子中学校
- 大分市立賀来小中学校（※小中一貫）
- 大分市立神崎中学校
- 大分市立坂ノ市中学校
- 大分市立稙田東中学校
- 大分市立稙田南中学校
- 大分市立佐賀関中学校
- 大分市立城東中学校
- 大分市立城南中学校
- 大分市立碩田学園（※義務教育学校・小中一貫）
- 大分市立滝尾中学校
- 大分市立竹中中学校
- 大分市立大東中学校
- 大分市立鶴崎中学校
- 大分市立東陽中学校
- 大分市立野津原中学校
- 大分市立原川中学校
- 大分市立判田中学校
- 大分市立戸次中学校
- 大分市立南大分中学校
- 大分市立吉野中学校
- 大分市立稙田中学校
- 大分市立稙田西中学校

私立
- 岩田中学校（※中高併設）
- 大分中学校（※中高併設）
- 向陽中学校（※中高併設）

#### 高等学校
県立
- 大分県立大分上野丘高等学校
- 大分県立大分舞鶴高等学校
- 大分県立大分雄城台高等学校
- 大分県立大分工業高等学校
- 大分県立大分商業高等学校
- 大分県立大分中央高等学校
- 大分県立大分鶴崎高等学校
- 大分県立大分西高等学校
- 大分県立大分東高等学校
- 大分県立大分豊府高等学校
（※中高併設）
- 大分県立大分南高等学校
- 大分県立芸術緑丘高等学校
- 大分県立情報科学高等学校
- 大分県立爽風館高等学校
- 大分県立鶴崎工業高等学校

私立
- 岩田高等学校（※中高併設）
- 大分高等学校（※中高併設）
- 大分東明高等学校（※中高併設）
- 大分国際情報高等学校
- 楊志館高等学校
- 福徳学院高等学校
- 府内高等学校
- クラーク記念国際高等学校大分キャンパス
- 精華学園高等学校大分学習センター

#### 高等専門学校
国立
- 大分工業高等専門学校

#### 短期大学
公立
- 大分県立芸術文化短期大学

私立
- 大分短期大学
- 別府大学短期大学部

#### 大学
国公立大学
- 大分大学
  - 旦野原キャンパス（事務局、教育学部・教育福祉科学部、経済学部、理工学部など）
  - 王子キャンパス（附属学校（幼、小、中、特別支援）、附属教育実践総合センター）
  - 挾間キャンパス（医学部　医学科/看護学科・附属病院など）
- 大分県立看護科学大学

私立大学
- 日本文理大学
- 別府大学大分キャンパス

#### 特別支援学校
国立
- 大分大学教育福祉科学部附属特別支援学校

公立
- 大分県立大分支援学校
- 大分県立新生支援学校
- 大分県立盲学校
- 大分県立聾学校

#### 学校教育以外の施設
公共職業能力開発施設
- 独立行政法人高齢・障害・求職者雇用支援機構 大分職業能力開発促進センター（愛称：ポリテクセンター大分）
- 大分県立大分高等技術専門校

社会教育施設
- 大分市立エスペランサ・コレジオ

### 文化施設
- OASISひろば21
  - iichiko総合文化センター
- J:COM ホルトホール大分
  - 大分市民図書館
- アートプラザ（旧大分県立図書館の建物を、市が新たに活用。）
- 大分市美術館
- 豊の国情報ライブラリー（大分県立図書館、大分県立先哲資料館、大分県公文書館）
- コンパルホール
- 平和市民公園能楽堂

### スポーツ関連施設
- 大分市営陸上競技場
- 大洲総合運動公園（別大興産スタジアム・サイクルショップコダマ大洲アリーナ ）
- 大分スポーツ公園（レゾナックドーム大分・レゾナックスタジアム・レゾナックサッカー・ラグビー場・レゾナック武道スポーツセンター・大分スポーツクラブ他）

### 歴史施設
- 大分市歴史資料館
- 亀塚古墳公園海部古墳資料館
- 大友氏遺跡体験学習館
- 大分県立埋蔵文化財センター

### 研修施設
- のつはる少年自然の家

## 交通

### 空港
最寄の空港は大分空港（大分県国東市）。
- 大分第一ホーバードライブが運行するホバークラフト便が、大分港・西大分ターミナルとの間を35分で結んでいる。2025年運行開始。
  - 1971年から2009年までは大分ホーバーフェリーが運行していた。
- 空港特急バス大分交通「エアライナー」　大分駅前からの所要時間は約60分。

ほかに福岡空港・熊本空港と大分市を結ぶ高速バスがある。

### 鉄道
九州旅客鉄道（JR九州）
- 日豊本線

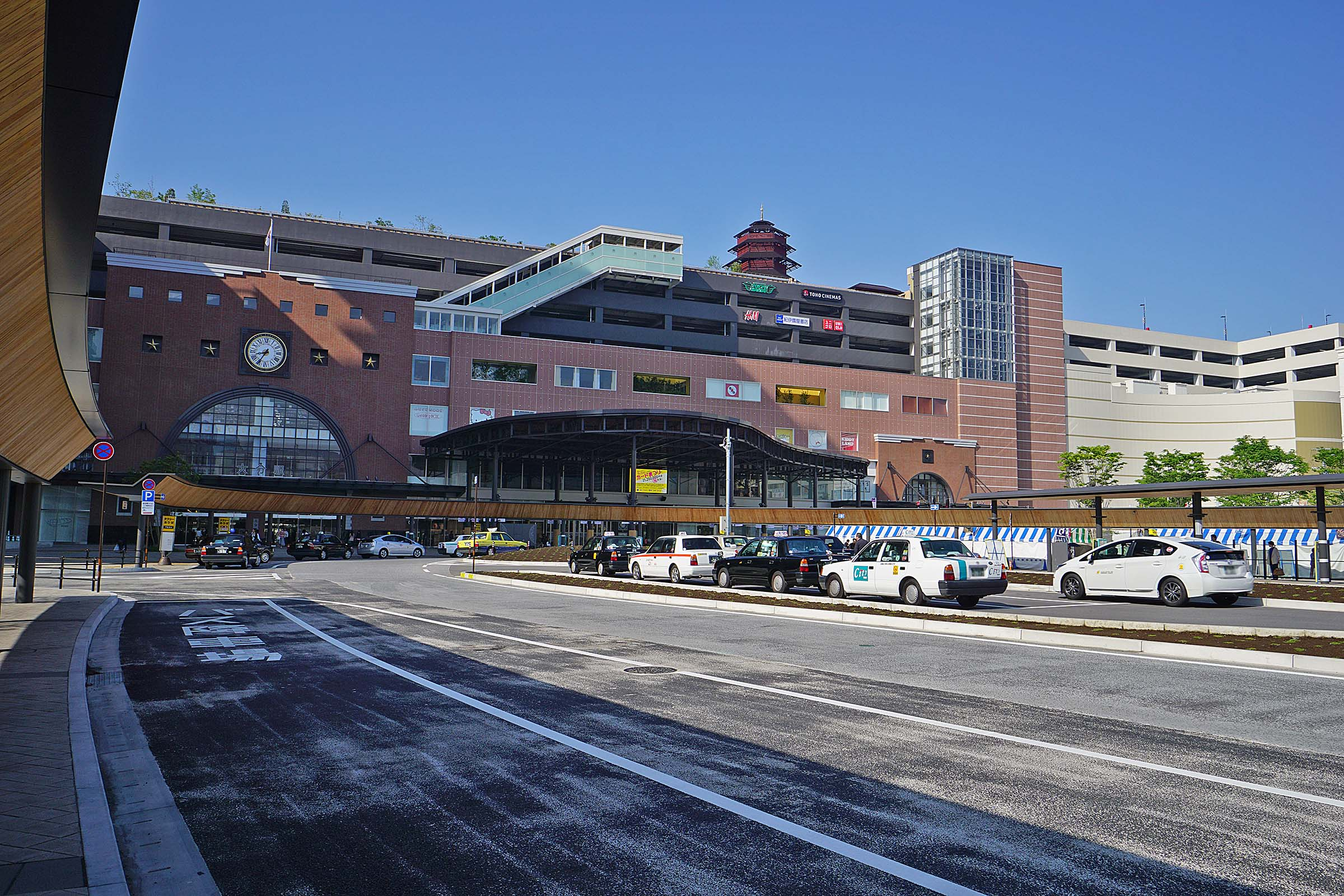
同県の中心駅となる大分駅

  - 西大分駅 - 大分駅 - 牧駅 - 高城駅 - 鶴崎駅 - 大在駅 - 坂ノ市駅 - 幸崎駅
- 豊肥本線
  - 大分駅 - 滝尾駅 - 敷戸駅 - 大分大学前駅 - 中判田駅 - 竹中駅
- 久大本線
  - 大分駅 - 古国府駅 - 南大分駅 - 賀来駅 - 豊後国分駅

1900年から1972年まで、別府市との間に路面電車の大分交通別大線が運行していた。当路線は九州地方では初の路面電車である。

### 路線バス
- 大分バス - 大分市内のバス路線の多くを運行する。大分市以南の竹田市・臼杵市・佐伯市と大分市を結ぶ路線がある。
- 大分交通 - 別大国道を経由し、大分市以北の別府市・日出町と大分市を結ぶ路線を運行する。大分駅の北側や、市域北西部などに市内路線もある。

#### 高速バス・特急バス
| 愛称名       | 運行会社                                  | 運行区間 | 昼/夜行 |
| ------------ | ----------------------------------------- | --- | ------- |
| SORIN号      | 大分バス 近鉄バス                         | 京都市・大阪市・神戸市 - 中央通り・大分新川 | 夜行    |
| とよのくに号 | 大分バス 大分交通 西日本鉄道              | 福岡市・福岡空港国際線・基山町・日田市 - 椎迫・要町・中央通り・大分新川 | 昼行    |
| サンライト号 | 大分バス 大分交通 長崎県交通局 長崎自動車 | 長崎市 - 諫早市 - 大村市 - 朝倉市 - 日田市 - 玖珠町 - 由布市 - 中央通り・大分新川 | 昼行    |
| やまびこ号   | 大分バス 九州産交バス                     | 熊本市 - 益城町 - 阿蘇くまもと空港 - 大津町 - 南阿蘇村 - 阿蘇市 - 竹田市 - 豊後大野市 - 戸次 - 米良バイパス入口 - 要町 - 中央通り - 大分市役所合同新聞社前 - 県庁正門前 - 金池ターミナル | 昼行    |
| エアライナー | 大分交通                                  | 大分空港 - 生石 - 大分駅前 - 荷揚町 - 大分新川 |         |
| 日清号       | 日清観光                                  | 福岡市・福岡空港 - 大分駅・日清観光大分営業所 | 昼行    |

### 航路
- 商船三井さんふらわあ : 大分港 - 神戸港
- 国道九四フェリー : 佐賀関港 - 三崎港

### 道路

#### 高速道路・有料道路

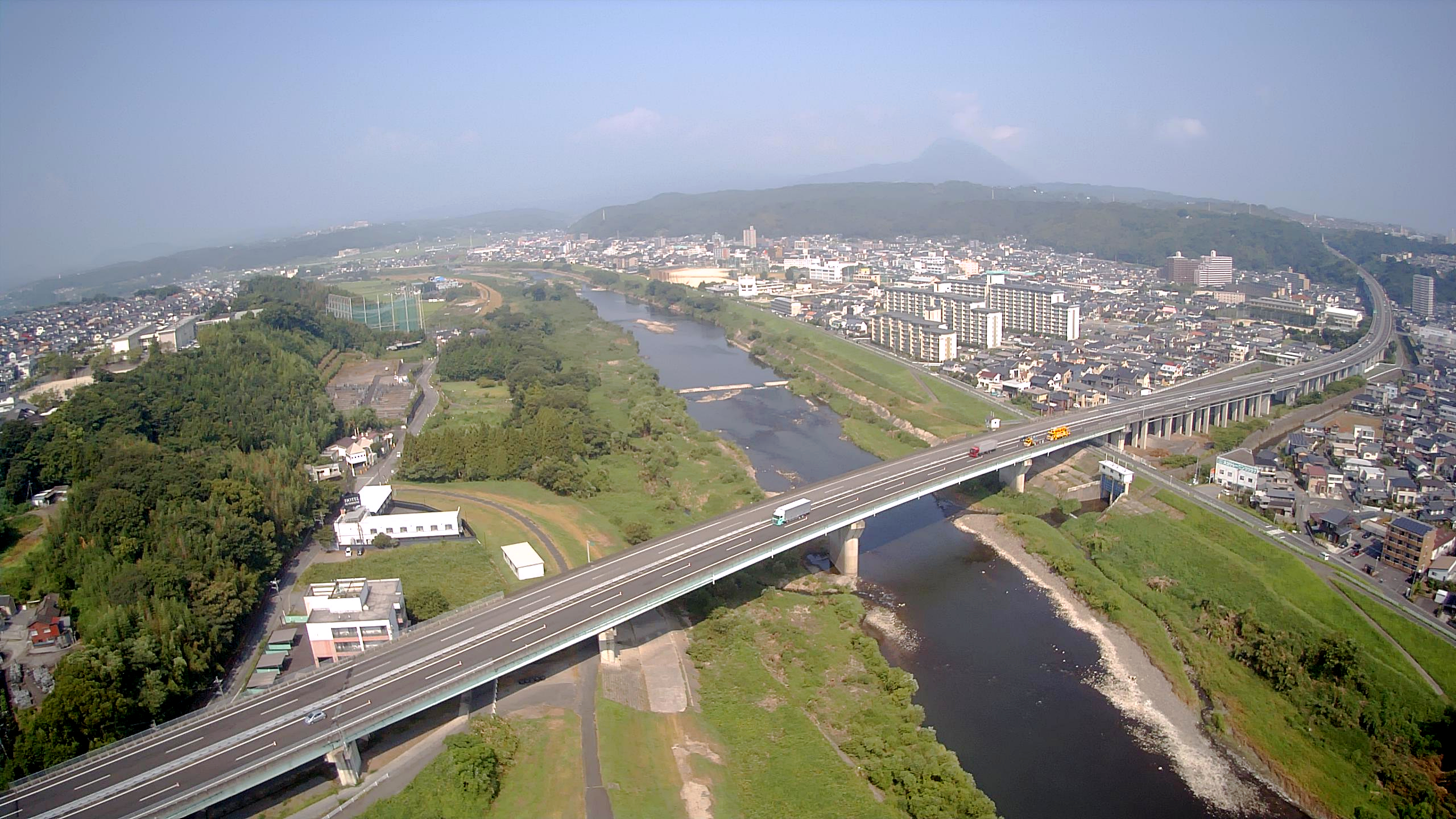
大分川に架かる高速大分川橋（大分光吉IC - 大分IC間）

- E10 東九州自動車道
  - 12 大分IC - 13 大分光吉IC - 14 大分米良IC - 15 大分宮河内IC
  - 大分松岡PA

#### 一般国道
- 国道10号
- 国道57号
- 国道197号
- 国道210号
- 国道217号
- 国道442号

#### 主要地方道
- 大分県道21号大分臼杵線

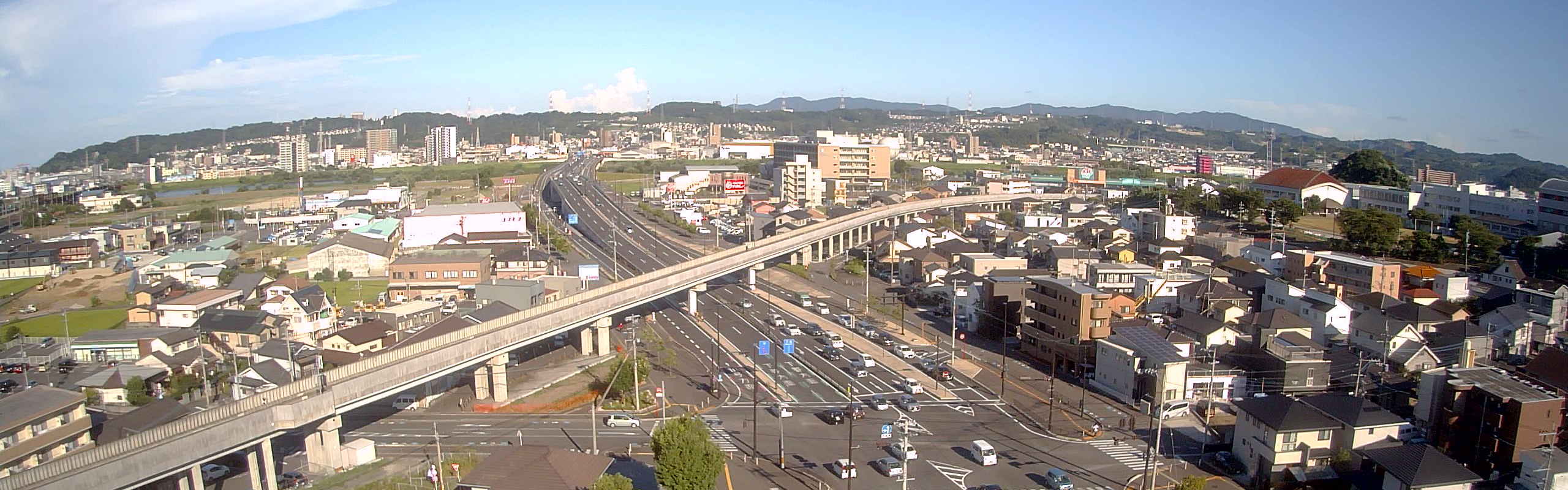
大分中央幹線道路芸短大北交差点付近

- 大分県道22号大在大分港線（40m道路・臨海産業道路）
- 大分県道25号臼杵上戸次線
- 大分県道26号三重野津原線
- 大分県道38号坂ノ市中戸次線
- 大分県道41号大分大野線
- 大分県道56号中判田下郡線

#### 一般県道
- 大分県道205号臼杵坂ノ市線
- 大分県道207号大分挾間線
- 大分県道412号久住高原野津原線
- 大分県道713号弁天横瀬自転車道線

#### 道の駅
- 佐賀関
- たのうらら
- のつはる

## 名所・旧跡・観光スポット・祭事・催事

### 主な史跡・旧跡など
- 豊後国分寺跡
- 亀塚古墳
- 大分銀行赤レンガ館

- 天然記念物（国指定）
  - 高崎山のサル生息地
- 史跡（国指定）
  - 大友氏遺跡
  - 豊後国分寺跡
  - 大分元町石仏 - 磨崖仏
  - 高瀬石仏 - 磨崖仏

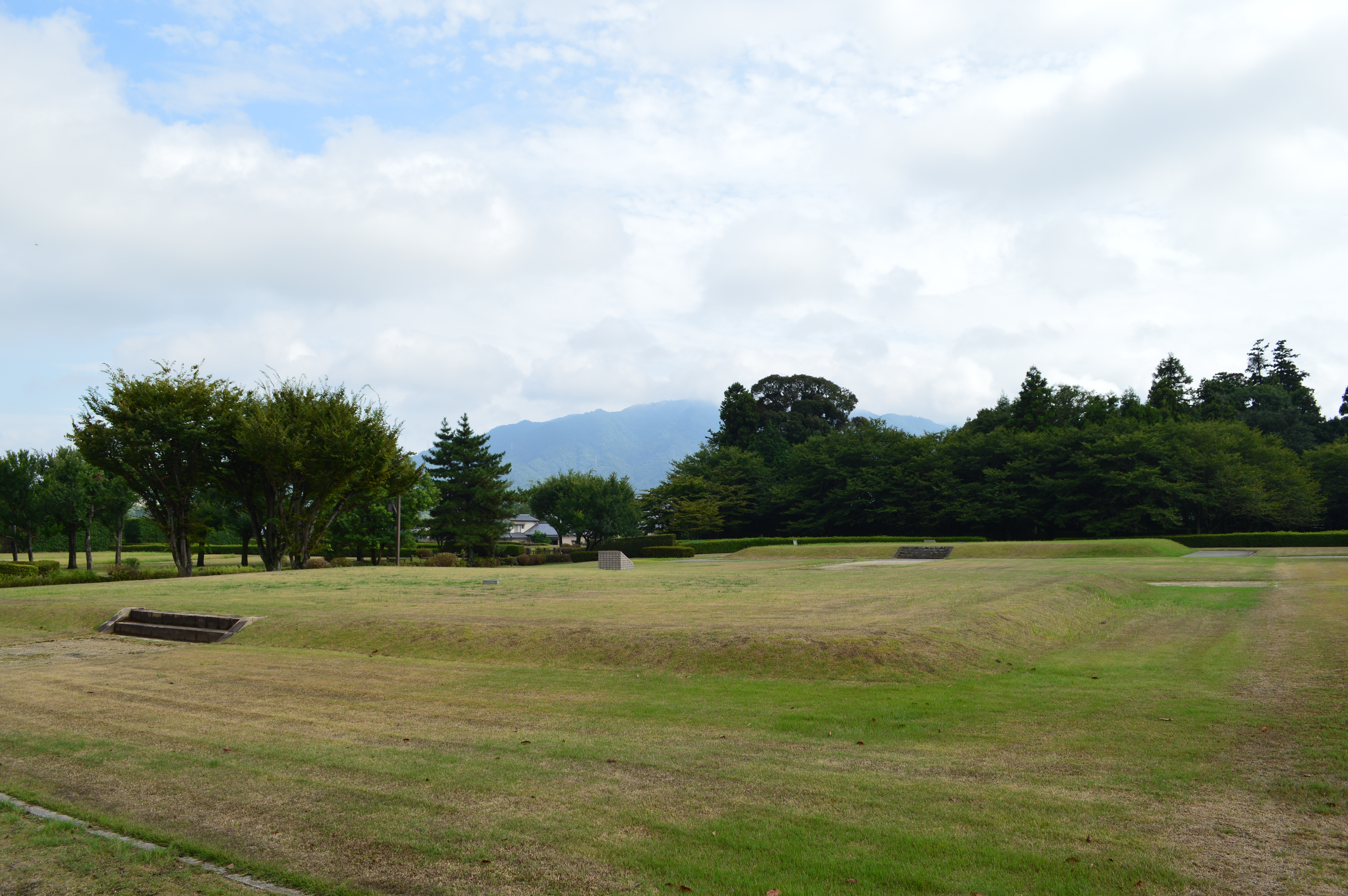
豊後国分寺跡
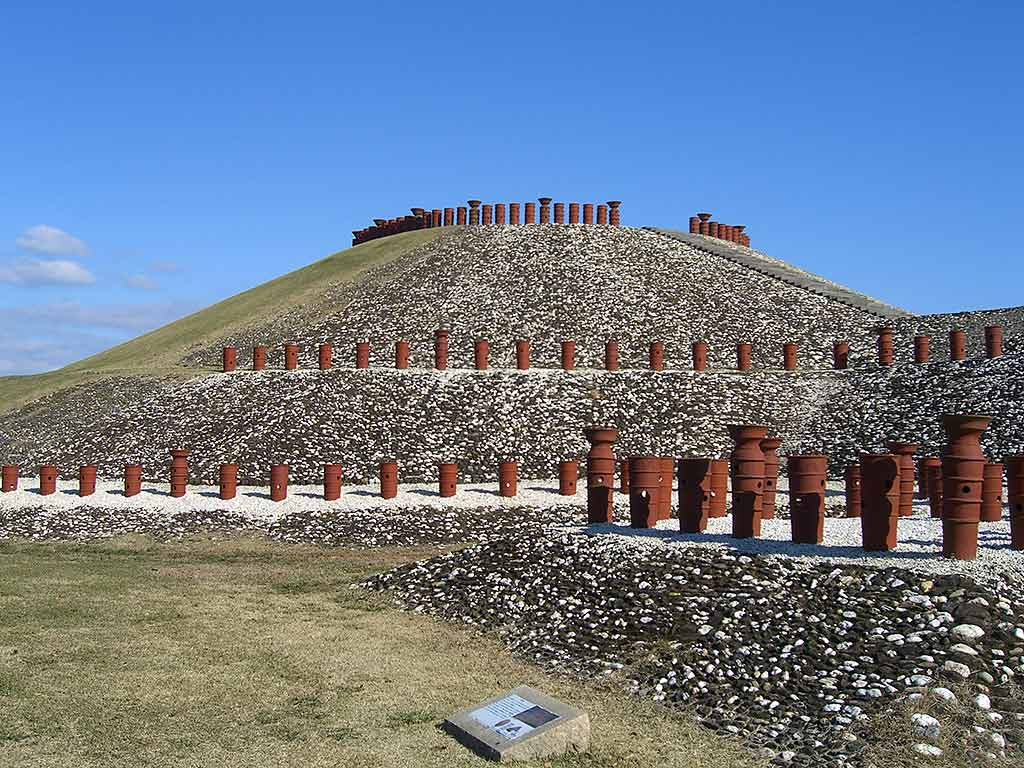
亀塚古墳
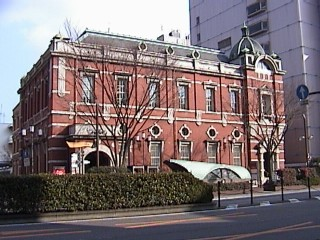
大分銀行赤レンガ館

  - 亀塚古墳 - 大分県下最大規模の前方後円墳
  - 築山古墳
  - 千代丸古墳
  - 古宮古墳
- 登録有形文化財
  - 大分銀行赤レンガ館
- 大分県指定史跡
  - 丑殿古墳
  - 府内城跡（一部のみ指定）

### 観光

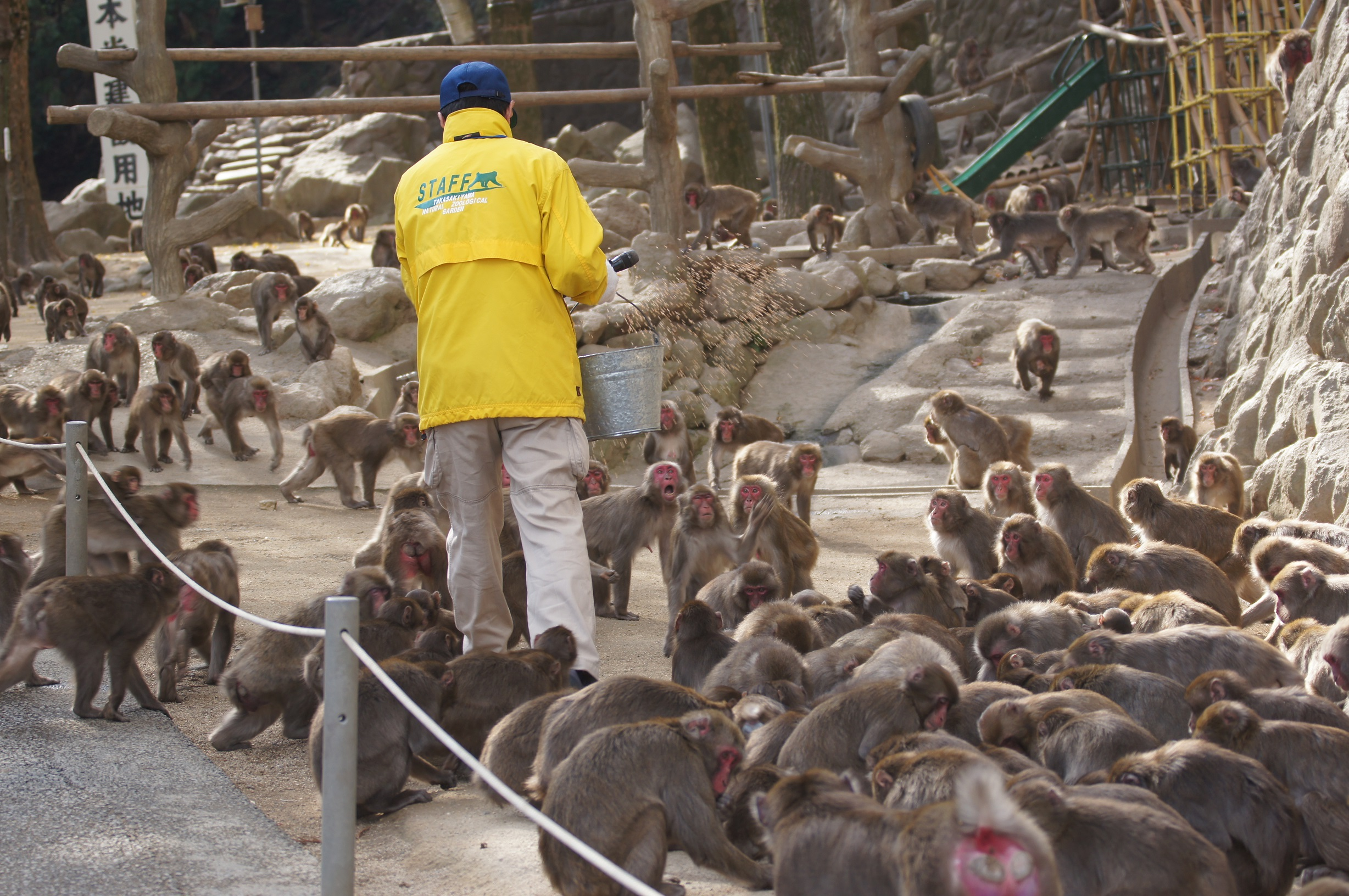
高崎山自然動物園
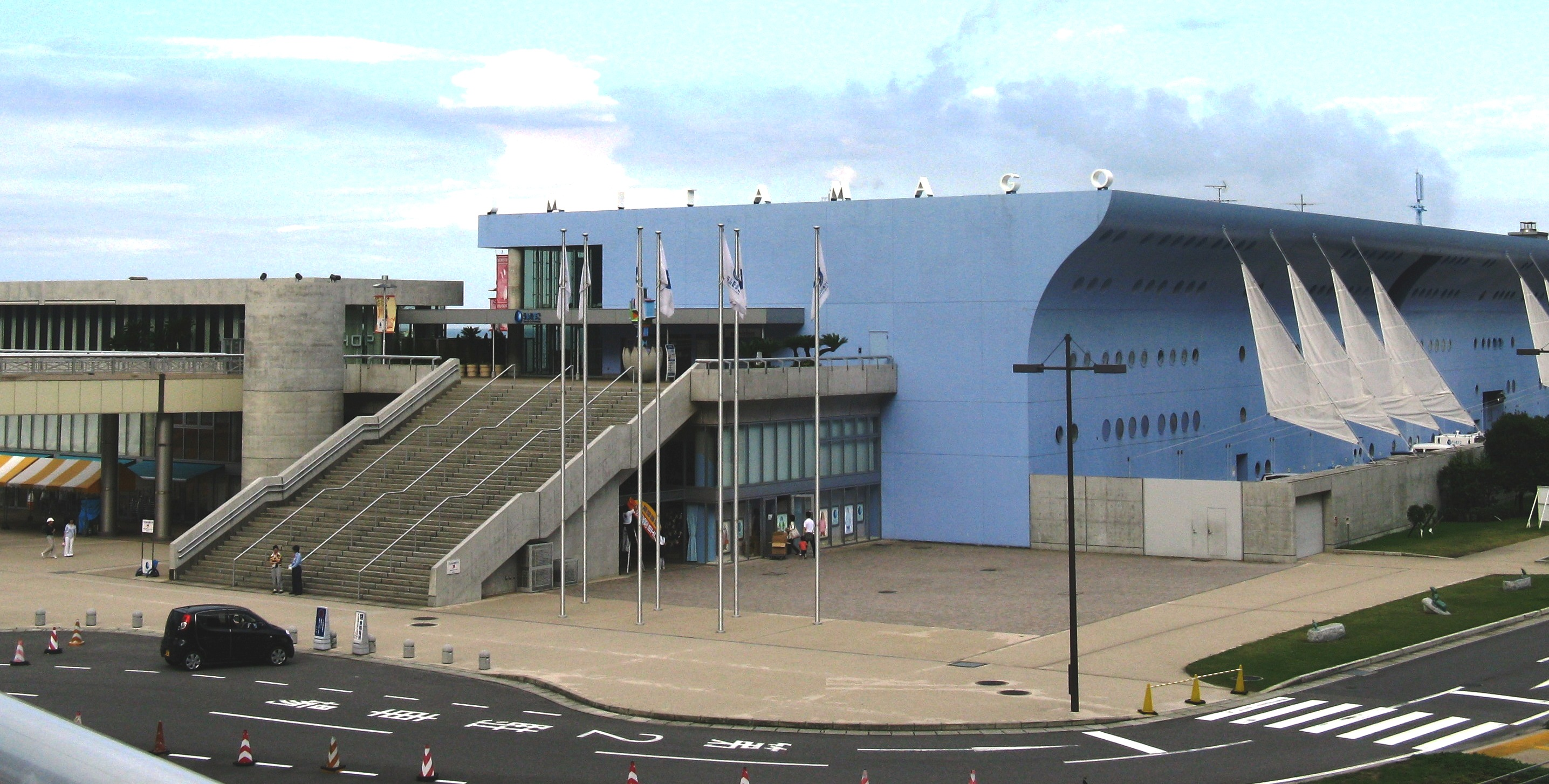
大分マリーンパレス水族館 「うみたまご」

- 高崎山自然動物園
- 大分マリーンパレス水族館「うみたまご」
2004年（平成16年）4月1日、改装開業。
- 大深度地熱温泉 - 大分市内各地で湧出する、モール泉と呼ばれる古来の堆積物に由来する温泉。

### 祭事

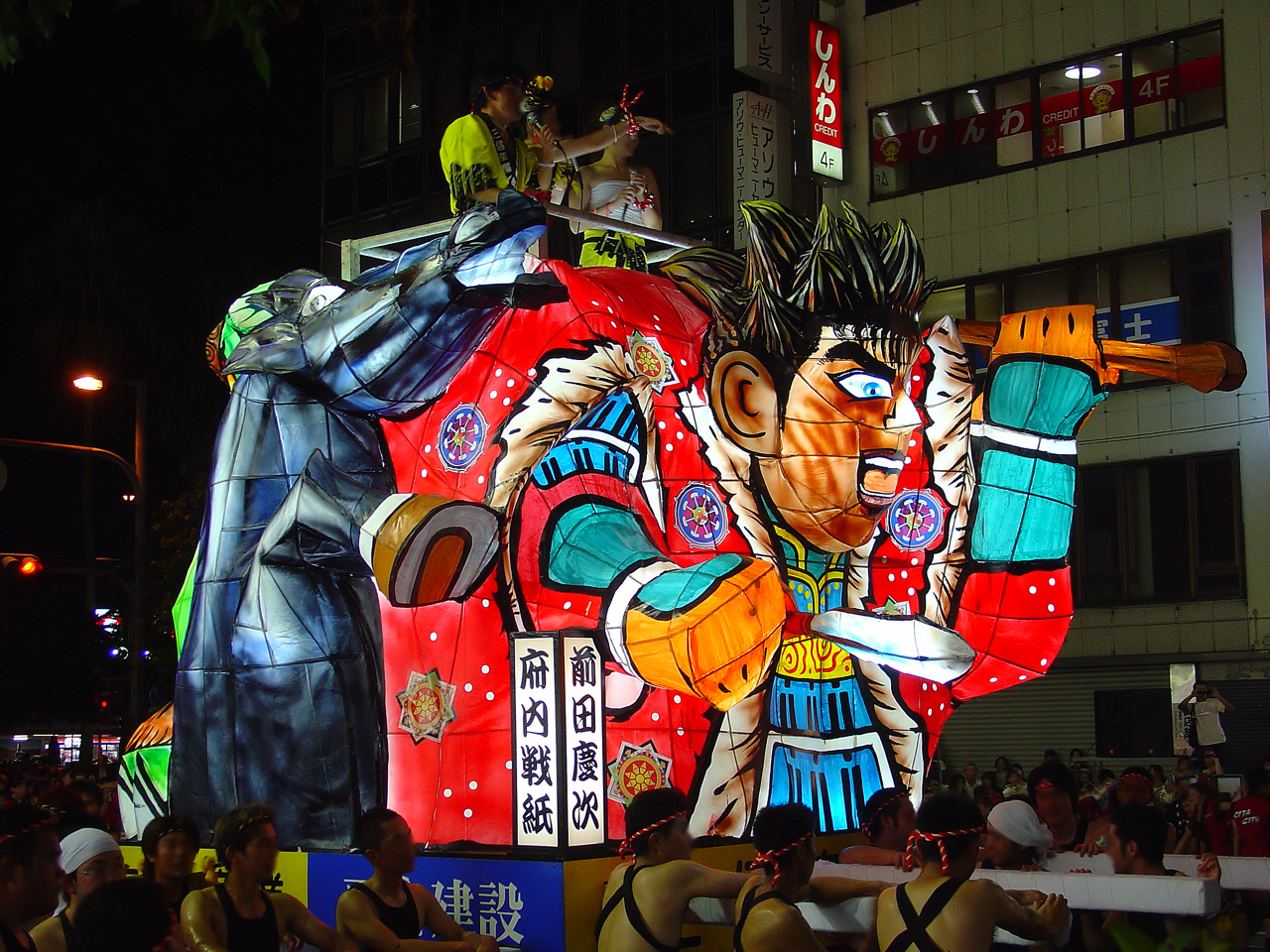
府内戦紙
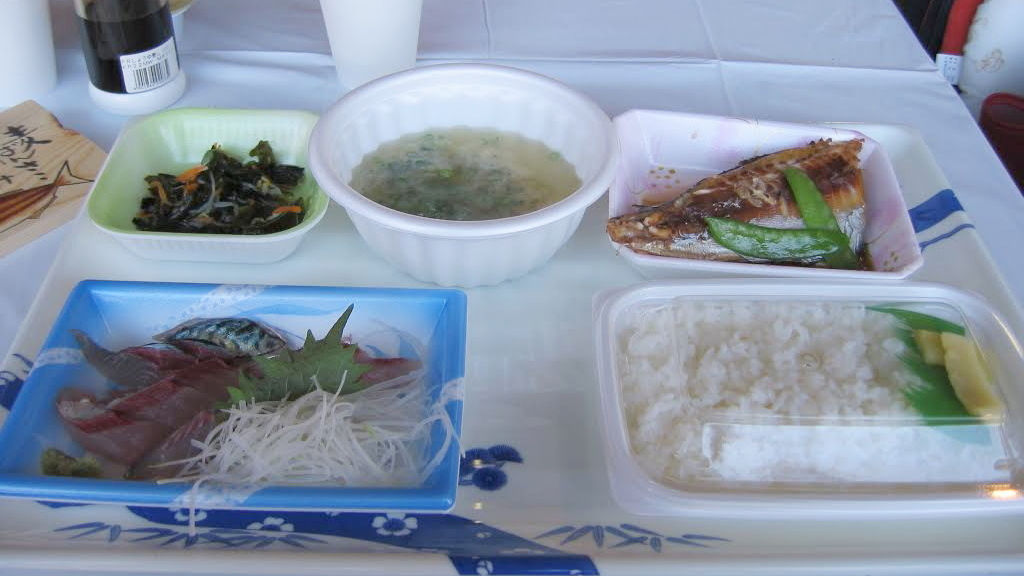
「関あじ・関さばまつり」の定食

- 大分七夕まつり
  - 府内戦紙

大分七夕まつりの催しの一つ。中央通り - 昭和通りで開催（開催期間は毎年8月の第1金曜日、19時30分から21時30分の2時間）。
- 関あじ・関さばまつり　
佐賀関漁港で開催。（開催時期は毎年3月の第2土曜日、9時30分から14時00分）[29][30]。

### 催事
- ジゴロック - 野外ロック・フェスティバル

## スポーツ

### スポーツチーム
- 大分トリニータ（サッカー） - 日本プロサッカーリーグ（Jリーグ）
- 大分B-リングス（野球） - 九州アジアリーグ
- バサジィ大分（フットサル） - 日本フットサルリーグ（Fリーグ）
- ヴェルスパ大分（サッカー） - 日本フットボールリーグ（JFL）
- スパークルおおいたレーシングチーム（自転車競技） - ジャパンサイクルリーグ（JCL)
- プロレスリングFTO（プロレス団体）
- 日本製鉄九州大分硬式野球部（野球） - 社会人野球
- 日本製鉄大分サッカー部（サッカー） - 九州サッカーリーグ
- ジェイリースFC（サッカー） - 九州サッカーリーグ

### かつて大分市で活動したスポーツチーム
- 大分・愛媛ヒートデビルズ（バスケットボール） - 2016年に愛媛オレンジバイキングスにチーム名を変更し、愛媛県に移転。
- 大分AMWプロレス（プロレス団体） - 2017年7月を以て解散。
- 大分三好ヴァイセアドラー（バレーボール） - 2024年5月20日を以て休部。

### スポーツ関連の大会・試合
- 毎年開催されるもの
  - Jリーグ大分トリニータ公式戦
  - Fリーグバサジィ大分公式戦（2007年 - ）
  - 別府大分毎日マラソン
  - 大分国際車いすマラソン
- 過去に開催されたもの
  - 剛健国体（第21回国民体育大会）（1966年）
  - キリンカップサッカー（2001年）
  - 2002 FIFAワールドカップ（2002年）
  - キリンチャレンジカップ（2003年、2006年、2007年、2010年）
  - Jリーグオールスターサッカー（2005年）
  - 全日本実業団対抗陸上競技選手権大会（2006年）
  - チャレンジ!おおいた国体（第63回国民体育大会）（2008年）
  - チャレンジ!おおいた大会（第8回全国障害者スポーツ大会）（2008年）
  - 平成25年度全国高等学校総合体育大会（北部九州総体、2013年）

## 出身有名人

### 政治
- 村山富市 - 政治家、第81代内閣総理大臣
- 足立信也 - 政治家、参議院議員（大分選挙区）、大分市長（新制第6代）
- 礒崎陽輔 - 政治家、参議院議員（大分選挙区）
- 平松守彦 - 政治家、元大分県知事
- 木下敬之助 - 政治家、大分市長（新制第3代）
- 釘宮磐 - 政治家、前大分市長（新制第4代）
- 佐藤樹一郎 - 政治家、大分市長（新制第5代）、大分県知事
- 高島宗一郎 - 政治家、福岡市長
- スカルリーパー・エイジ - 政治家、大分市議会議員

### 経済界
- 利光鶴松 - 衆議院議員、小田原急行鉄道（現・小田急電鉄）創業者
- 金馬昭郎 - 元京阪電気鉄道社長
- 中島拓 - ジェイリース創業者・CEO
- 平子裕志 - 全日本空輸社長
- 河野貴輝 - ティーケーピー代表取締役社長、大分トリニータ取締役

### 法曹
- 澤井英久 - 元日本弁護士連合会副会長

### 学術
- 大江志乃夫 - 歴史学者
- 磯辺弥一郎 - 英学者

### 芸術
- 油布賢一 - 音楽プロデューサー、作曲家、作詞家、編曲家
- 帆足杏雨 - 南画家
- 右田年英 - 浮世絵師
- 福田平八郎 - 画家
- 髙山辰雄 - 画家
- 佐藤敬 - 画家
- 磯崎新 - 建築家
- 末弥純 - イラストレーター
- 石山東吉 - 漫画家
- 松浦まさふみ - 漫画家
- こやま基夫 - 漫画家
- 安永航一郎 - 漫画家
- 川崎僚 - 映画監督
- 平川雄一朗 - ドラマ演出家、映画監督
- 長野重一 - 写真家、映画カメラマン
- アキヨシカズタカ - 漫画家
- 今井杏 - イラストレーター

### スポーツ

#### 野球
（球団名は最終所属球団）
- 荒巻淳 - 元プロ野球選手（毎日大映オリオンズ）
- 安藤優也 - 元プロ野球選手（阪神タイガース）
- 池永浩之 - 元プロ野球選手（西鉄ライオンズ）
- 伊藤博文 - 元プロ野球選手（近鉄バファローズ）
- 内川聖一 - 元プロ野球選手（東京ヤクルトスワローズ）
- 江川侑斗 - プロ野球選手（東北楽天ゴールデンイーグルス）
- 太田文高 - 元プロ野球選手（国鉄スワローズ）
- 岡崎郁 - 元プロ野球選手（読売ジャイアンツ）
- 小野淳平 - 元プロ野球選手（広島東洋カープ）
- 小幡竜平 - プロ野球選手（阪神タイガース）
- 甲斐拓也 - プロ野球選手（読売ジャイアンツ）
- 笠谷俊介 - プロ野球選手（横浜DeNAベイスターズ）
- 葛城育郎 - 元プロ野球選手（阪神タイガース）
- 葛城隆雄 - 元プロ野球選手（阪神タイガース）
- 川上理偉 - プロ野球選手（中日ドラゴンズ）
- 川口容資 - 元プロ野球選手（読売ジャイアンツ）
- 川瀬堅斗 - プロ野球選手（オリックス・バファローズ）
- 川瀬晃 - プロ野球選手（福岡ソフトバンクホークス）
- 河原明 - 元プロ野球選手（大洋ホエールズ）
- 源田壮亮 - プロ野球選手（埼玉西武ライオンズ）
- 児玉利一 - 元プロ野球選手（大洋ホエールズ）
- 竹下慎太郎 - 元プロ野球選手（阪神タイガース）
- 田中太一 - 元プロ野球選手（読売ジャイアンツ）
- 千原雅生 - 元プロ野球選手（国鉄スワローズ）
- 鉄平（土谷鉄平） - 元プロ野球選手（東北楽天ゴールデンイーグルス）
- 中村宜聖 - 元プロ野球選手（福岡ソフトバンクホークス）
- 祓川正敏 - 元プロ野球選手（南海ホークス）
- 姫野好治 - 元プロ野球選手（大映スターズ）
- 藤沢哲也 - 元プロ野球選手（南海ホークス）
- 松冨倫 - 元プロ野球選手（福岡ソフトバンクホークス）
- 宮本尊義 - 元プロ野球選手（阪神タイガース）
- 森下暢仁 - プロ野球選手（広島東洋カープ）
- 脇谷亮太 - 元プロ野球選手（読売ジャイアンツ）

#### サッカー
J3リーグ以上のカテゴリのクラブに在籍経験がある選手のみ記載する。
- 井上裕大 - 元プロサッカー選手（FC町田ゼルビア他）
- 岩武克弥 - プロサッカー選手（横浜FC）
- 河田晃兵 - プロサッカー選手（ヴァンフォーレ甲府）
- 神崎大輔 - 元プロサッカー選手（ヴァンフォーレ甲府、V・ファーレン長崎他）
- 清武弘嗣 - プロサッカー選手（大分トリニータ、日本代表経験者）
- 清武功暉 - プロサッカー選手（おこしやす京都AC）
- 小手川宏基 - 元プロサッカー選手（大分トリニータ他）
- 佐藤昂洋 - サッカー選手（ジェイリースFC）
- 高畑奎汰 - プロサッカー選手（V・ファーレン長崎）
- 堤健吾 - 元プロサッカー選手（カターレ富山、YKK APサッカー部）
- 中村拓海 - プロサッカー選手（セレッソ大阪）
- 野上拓哉 - 元プロサッカー選手（大分トリニータ、VONDS市原）
- 野口航 - プロサッカー選手（FC今治）
- 三浦淳寛 - 元プロサッカー選手（横浜フリューゲルス、東京ヴェルディ1969他、日本代表経験者、ヴィッセル神戸監督）
- 姫野宥弥 - 元プロサッカー選手（藤枝MYFC他）
- 福元洋平 - 元プロサッカー選手（大分トリニータ、徳島ヴォルティス他）
- 藤田優人 - 元プロサッカー選手（ヴァンフォーレ甲府他）
- 吉平翼 - プロサッカー選手（カターレ富山）
- 永井秀樹 - 元プロサッカー選手・サッカー指導者（東京ヴェルディ監督）
- 清水羅偉 - プロサッカー選手（テゲバジャーロ宮崎）

#### その他
- 玉乃海太三郎 - 元大相撲力士、12代片男波親方
- 千代大海龍二 - 元大相撲力士（元大関）、14代九重親方
- 今泉清 - ラグビー選手
- 水間夢翔 - ラグビー選手
- 植木宏和 - ハンドボール選手
- 穴井隆将 - 柔道家
- 穴井さやか - 柔道家
- スカルリーパーA-ji - プロレスラー・覆面プロ雀士
- 末綱聡子 - バドミントン選手
- 白方秀和 - フットサル選手（バサジィ大分）
- 仁部屋和弘 - フットサル選手（バサジィ大分）
- 山﨑丈路 - アメリカンフットボール選手

### 芸能

#### 音楽
- 阿部真央 - 歌手・シンガーソングライター
- 人見 仁子【歌う応援隊ヒトミリリィ】 - 歌手
- 衛藤美彩 - 歌手・アイドル（元乃木坂46・元Chimo）[31]
- 小野晴香 - 歌手・アイドル（元SKE48、ソロアイドル）
- 指原莉乃 - 歌手・アイドル（元HKT48・前STU48・前AKB48）
- 髙木由莉愛 - マルチタレント、ファッションモデル、バラエティーアイドル
- 立川清登 - バリトン歌手
- Chimo - 歌手・アイドルユニット
- 中西里菜 - 歌手・アイドル（元AKB48）
- 錦野旦 - 歌手
- 南こうせつ - フォークシンガー
- 宮崎理奈 - 歌手・アイドル（SUPER☆GiRLS）
- 矢方美紀 - 歌手・アイドル（元SKE48）
- 徳丸純子 - 歌手・アイドル
- 水谷絵津子 - 歌手・アイドル
- 吉田綾乃クリスティー - 歌手・アイドル（乃木坂46）

#### 俳優
- 古手川祐子 - 女優
- 藤田紀子 - 女優、タレント
- 渡辺典子 - 女優
- 財前直見 - 女優
- 深津絵里 - 女優
- ユースケ・サンタマリア - 俳優、声優、歌手、タレント、司会者
- 石丸謙二郎 - 俳優、声優、ナレーター
- 三浦悠 - 俳優
- 河野良祐 - 俳優
- 蓮城まこと - 元宝塚歌劇団雪組男役
- 森七菜 - 女優
- 工藤萌香 - 女優

#### お笑い
- 浅香あき恵 - 喜劇女優（吉本新喜劇）
- 小米良啓太 - タレント（吉本新喜劇）
- えとう窓口 - お笑い芸人（Wエンジン）
- 佐藤哲夫 - 漫才師（パンクブーブー）
- さすけ - お笑い芸人（滝音）

#### その他
- 後藤真桜 - グラビアモデル、タレント
- 一宮里絵 - 元タレント
- さくらいゆり - 元レースクイーン、タレント

### マスコミ
- 荒木恒竹 - テレビ熊本アナウンス部長
- 石川正史 - 大分放送元アナウンサー
- 植田美千代 - 南日本放送（鹿児島県）エグゼクティブアナウンサー
- 河野真歩 - 大分放送アナウンサー
- 久保俊郎 - 福岡放送アナウンサー
- 佐藤裕二 - 名古屋テレビ放送（メ～テレ）アナウンサー
- 杉崎美香 - フリーアナウンサー・元信越放送（長野県）アナウンサー
- 中嶋美和子 - フリーアナウンサー・元大分朝日放送アナウンサー
- 宮本真智 - NHK松山放送局アナウンサー
- 廣瀬智美 - NHKアナウンサー

## 大分市を舞台とした作品
小説
- ただいま零匹（火野葦平、1956年） - 高崎山の観光開発を題材とした小説。
- 生命燃ゆ（高杉良、1983年） - 大分臨海工業地帯のコンビナート建設を題材とした小説。

漫画
- 県立地球防衛軍（安永航一郎、1983年- ） - 大分市を舞台のモデルに描かれた漫画作品。作者は大分舞鶴高等学校出身。
- チューロウ（盛田賢司、1994年） - 大分市を舞台のモデルに描かれた漫画作品。実在の高校・地名が類推される部分がある。

映画
- 綱引いちゃった!（2012年） - 女子綱引きチーム「大分コスモレディースTC」を題材とした映画。

アニメ映画
- 僕が愛したすべての君へおよび君を愛したひとりの僕へ（2022年） - 大分市の中心部周辺を舞台としており、昭和通り交差点、大分駅などが登場する。

ゲーム
- Fate/stay night（奈須きのこ、2004年- ） - 作中の舞台となる冬木市には大分県大分市をモデルに描かれたことが示唆される部分がある。